# Arquitectura de Mérida

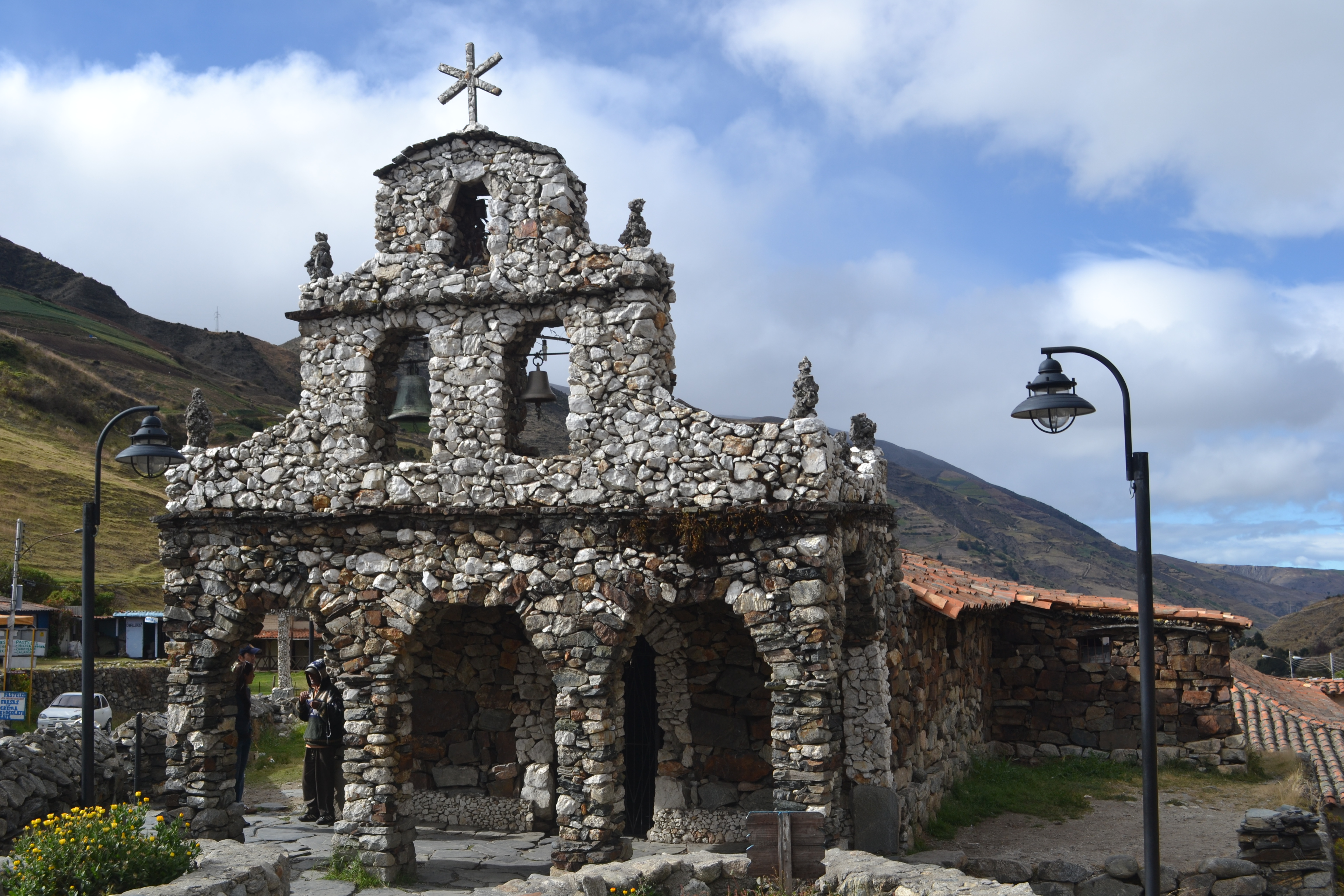
La obra arquitectónica de Juan Félix Sánchez fue declarada patrimonio nacional.

La arquitectura de Mérida se refiere al conjunto de estilos arquitectónicos y constructivos que han ido apareciendo a lo largo de la historia del estado Mérida, en Venezuela.

## Era precolombina
Según estudios recientes de arqueología, historia y antropología, la región andina presuntamente fue habitada desde probablemente varios millares de años por grupos desconocidos que dejaron pocos registros. Posteriormente habitó otro grupo étnico, que ha sido relacionado con los chibchas por sus similitudes en cuanto a patrones de asentamiento y construcción de viviendas, etc.

### Petroglifos
Se han encontrado petroglifos en el suroeste del estado Mérida. José Antonio Gil Daza de la Universidad de Los Andes «estableció un planteamiento etnohistórico que sustenta tentativamente la vinculación de grupos pertenecientes a la familia lingüística Arawak».
Jeannine Sujo fotografió y documentó petroglifos en Mérida en 1987: un petroglifo en el Parque Los Chorros de Milla, otro petroglifo cerca de la población de Tovar; y la Piedra El Tambor, la cual fue incluida por Sujo como un petroglifo. Sin embargo ninguno de estos fue encontrado.

## Era colonial

### sigloXVII

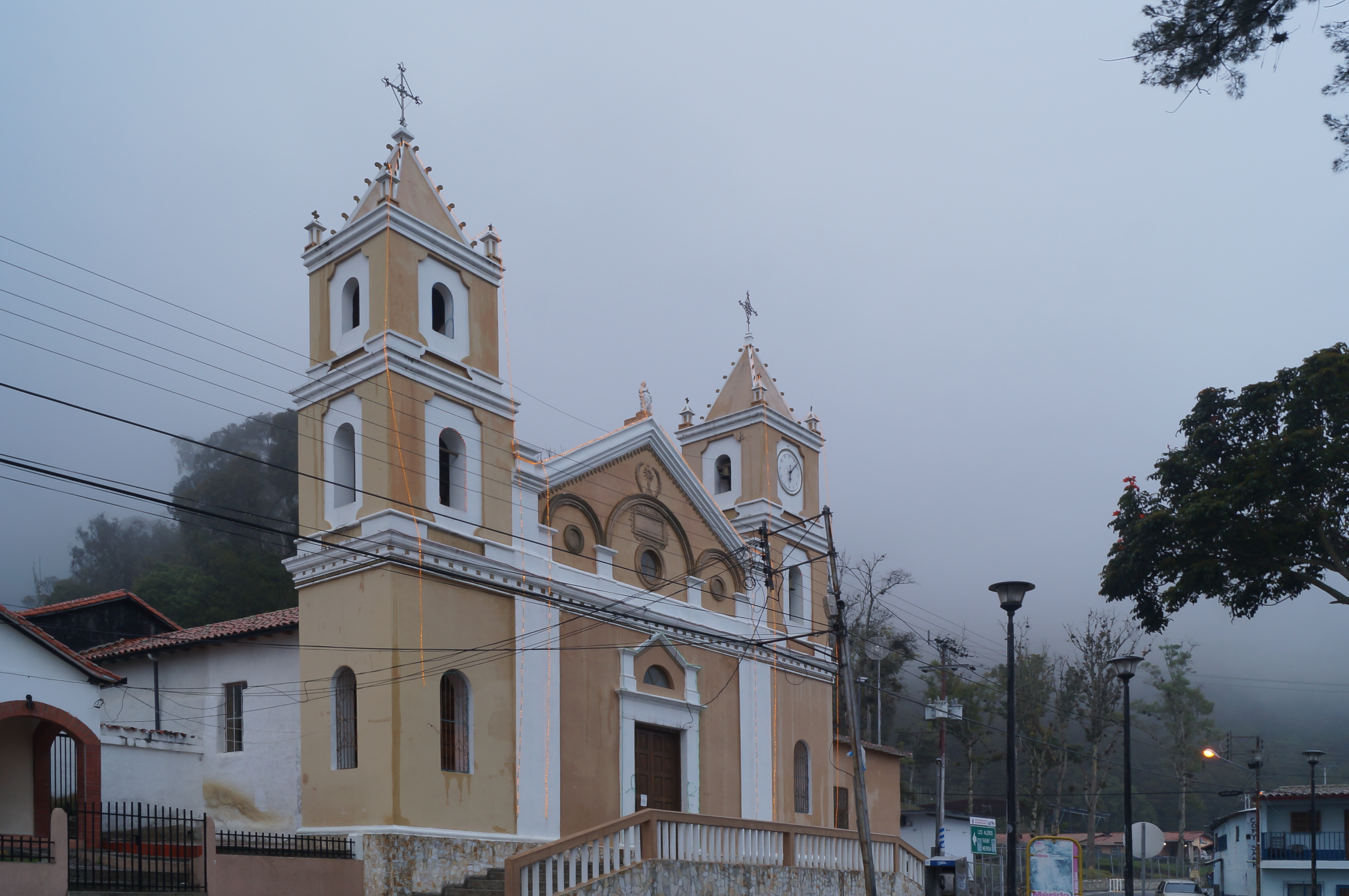
Iglesia Inmaculada Concepción de Mucurubá (1620)

### sigloXVIII
Hacia el siglo XVIII la ciudad de Mérida contaba con la Iglesia matriz, el Convento de San Vicente de Ferrer de Mérida y el Hospital de la Caridad.

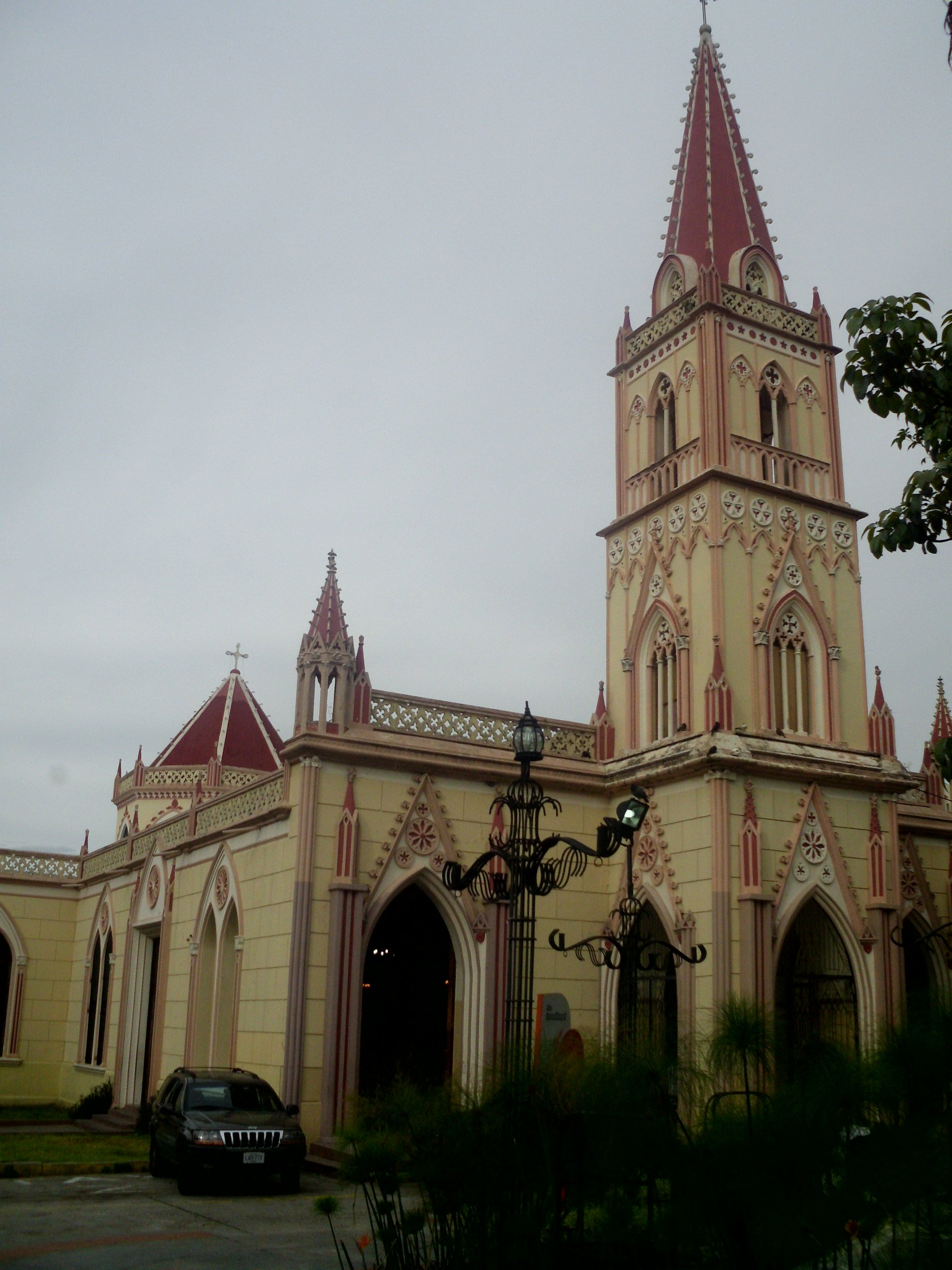
Iglesia San Miguel (c. 1750)
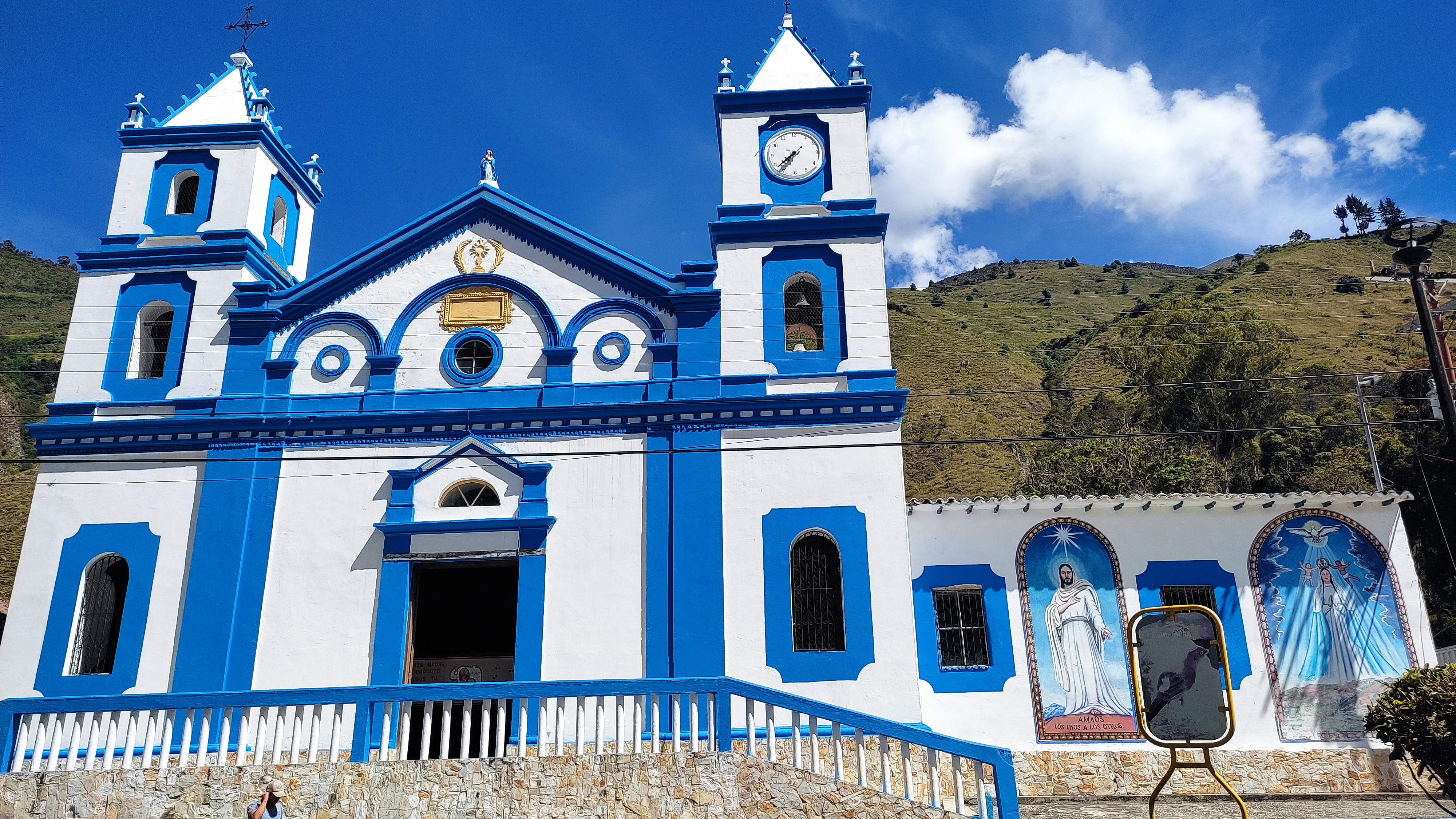
Iglesia de Mucurubá (siglo XVIII)

## Era republicana

### sigloXIX
El centro histórico de la ciudad de Mérida alberga la mayoría de las construcciones de estilo colonial español, como la Casa de los gobernadores (construida en 1873, siendo sede de la gobernación) destacándose entre ellas la Catedral metropolitana de Mérida (edificada entre 1803 y 1960).
Según Eligia Calderón Trejo: «En la compilación de resoluciones vigentes en Mérida para 1853, la Ordenanza segunda de policía sobre arquitectura civil define para las nuevas poblaciones una delineación de calles rectas, proporcionadas y empedradas, sin que edificio, pedestal, ventana o escalera rompa la rectitud del trazado ni obstaculice el tránsito. Igualmente, las acequias se prefiguran rectas y de regular cauce aunque atraviesen calles, casas o solares».

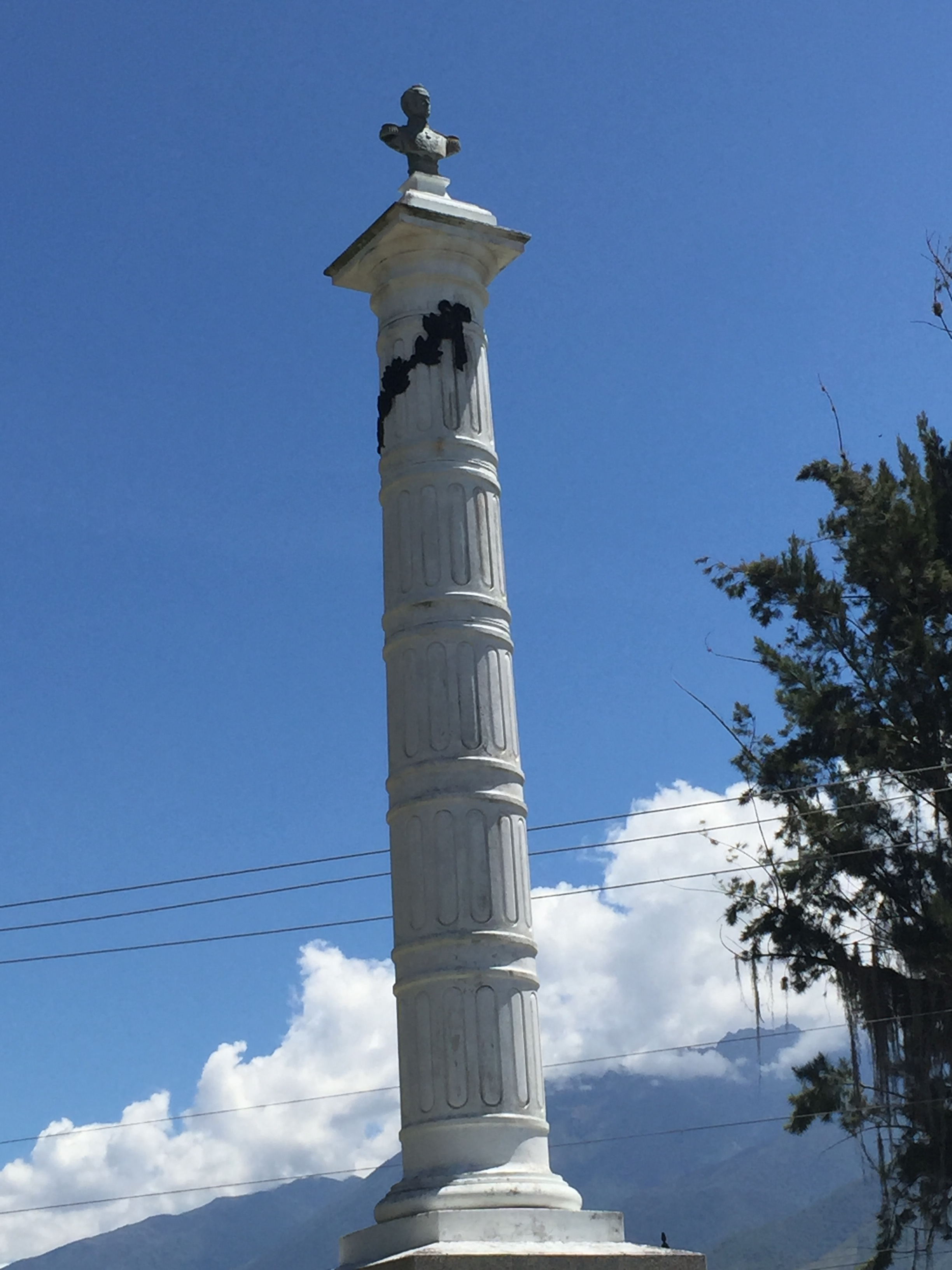
Columna de Bolívar (1842)
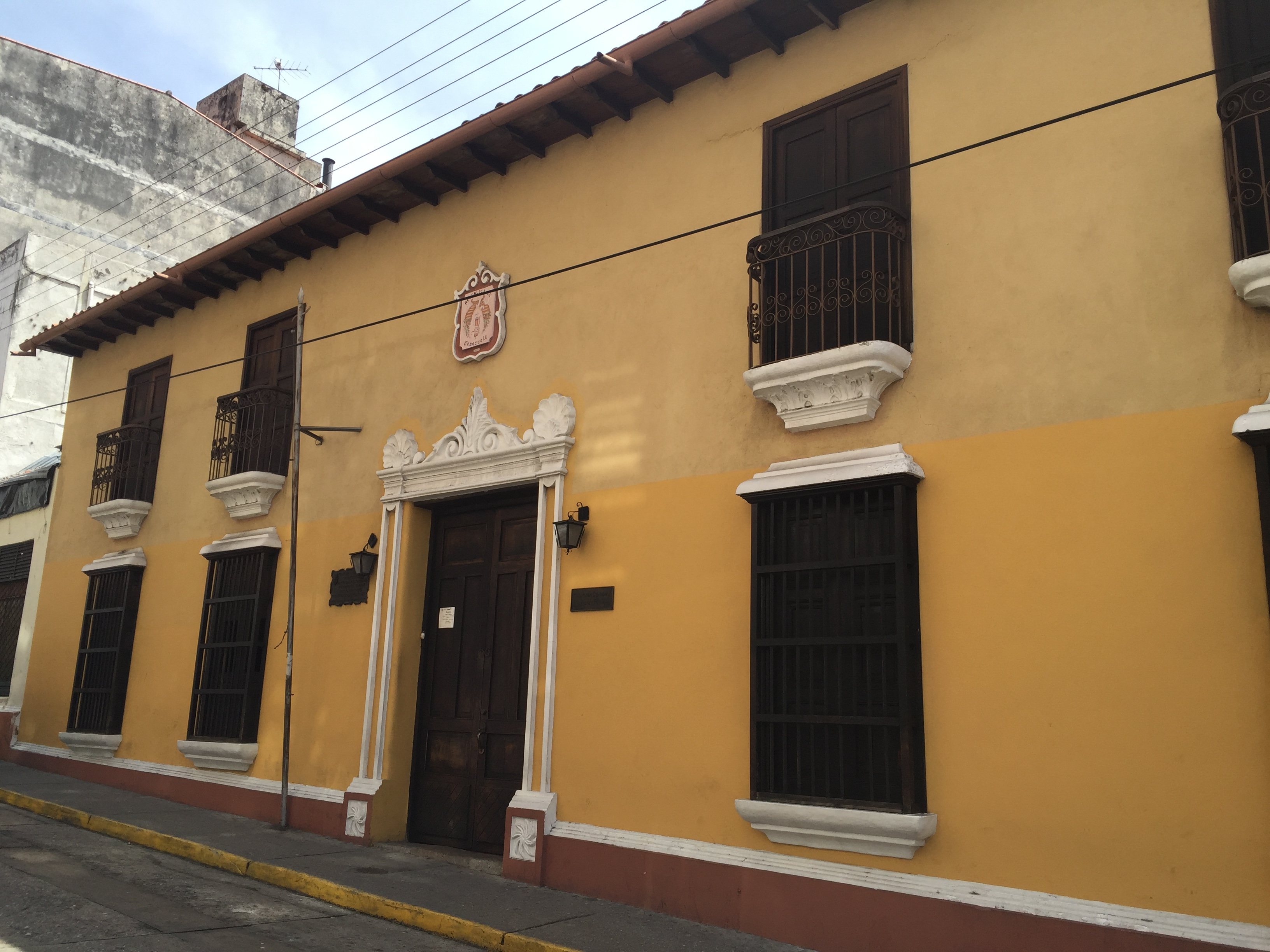
Casa de los Gobernadores (1873)
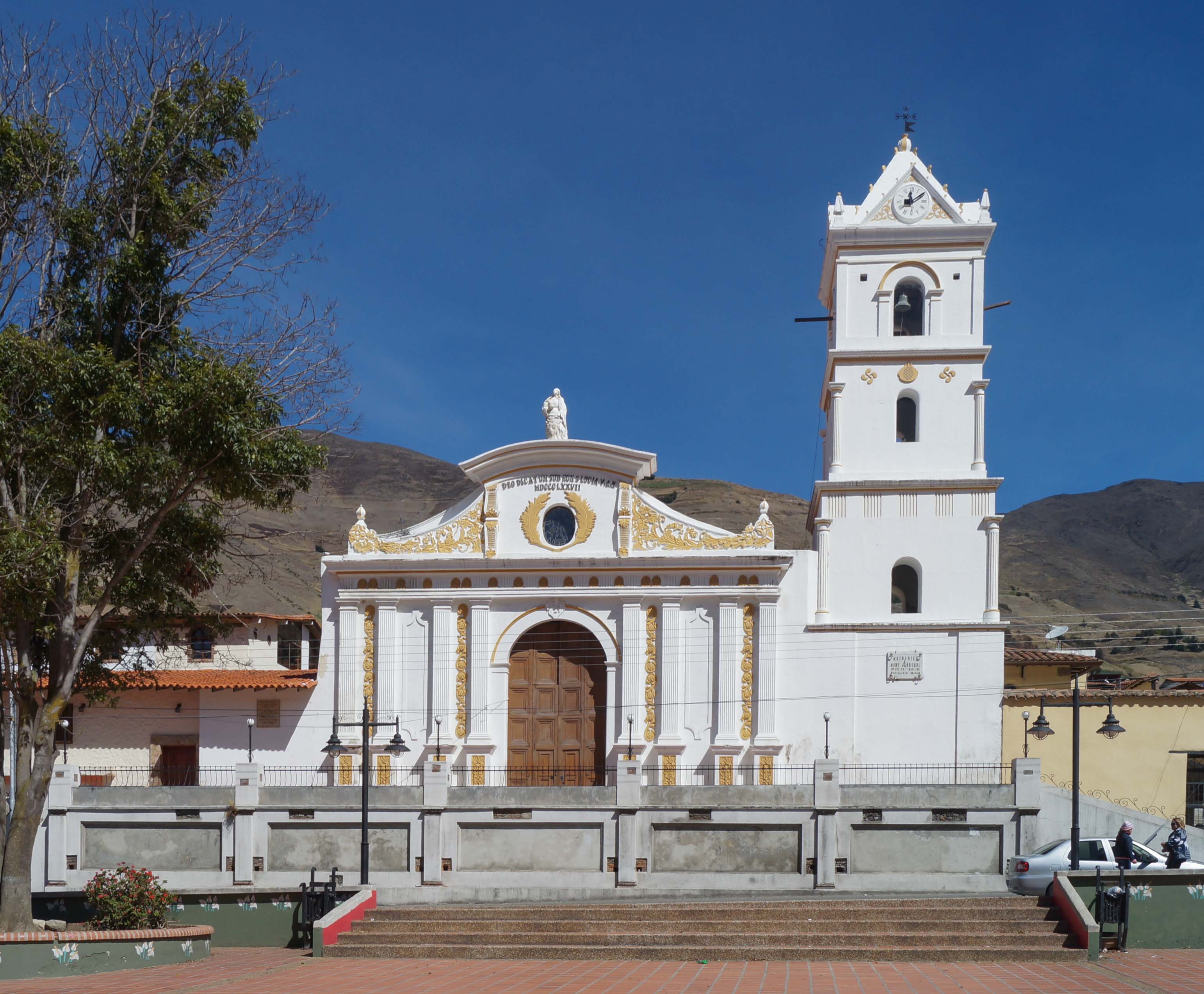
Iglesia de Santa Lucía de Mucuchíes (1877)
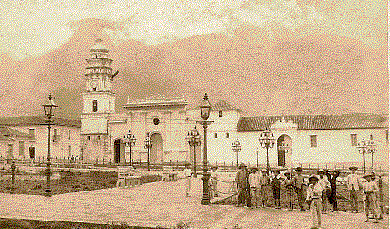
La Catedral basílica menor de la Inmaculada Concepción en 1899
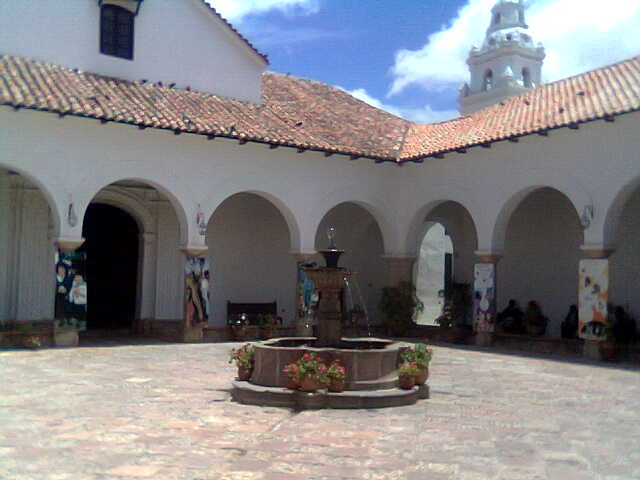

Se pueden apreciar estos estilos de casas antiguas de tipo colonial en la ciudad de Mérida:

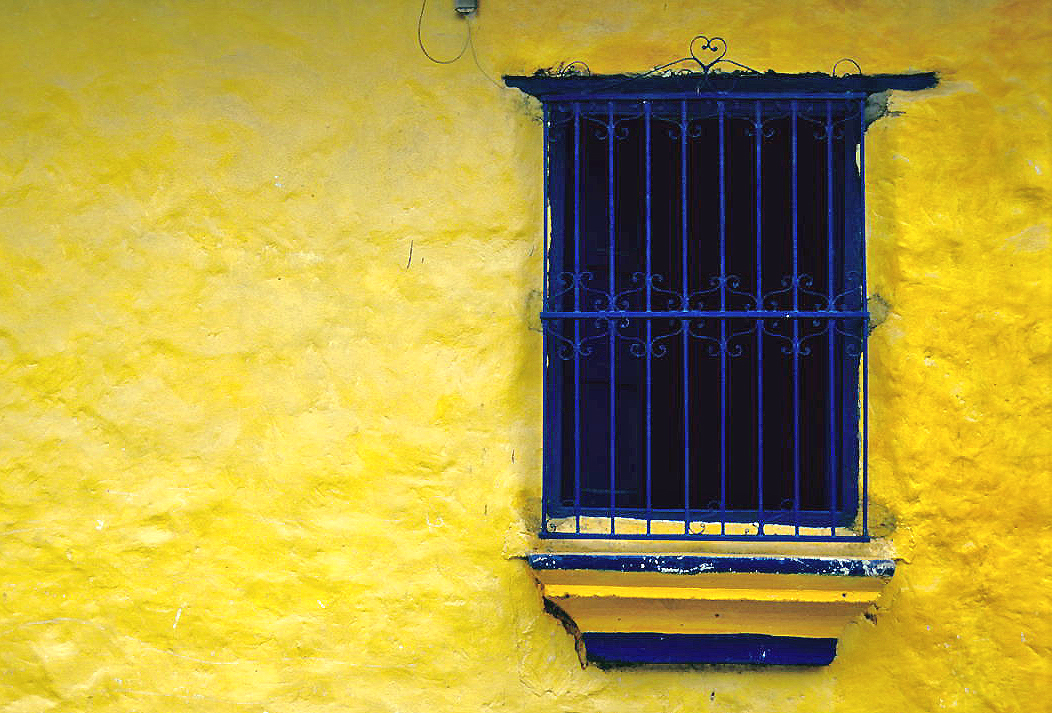
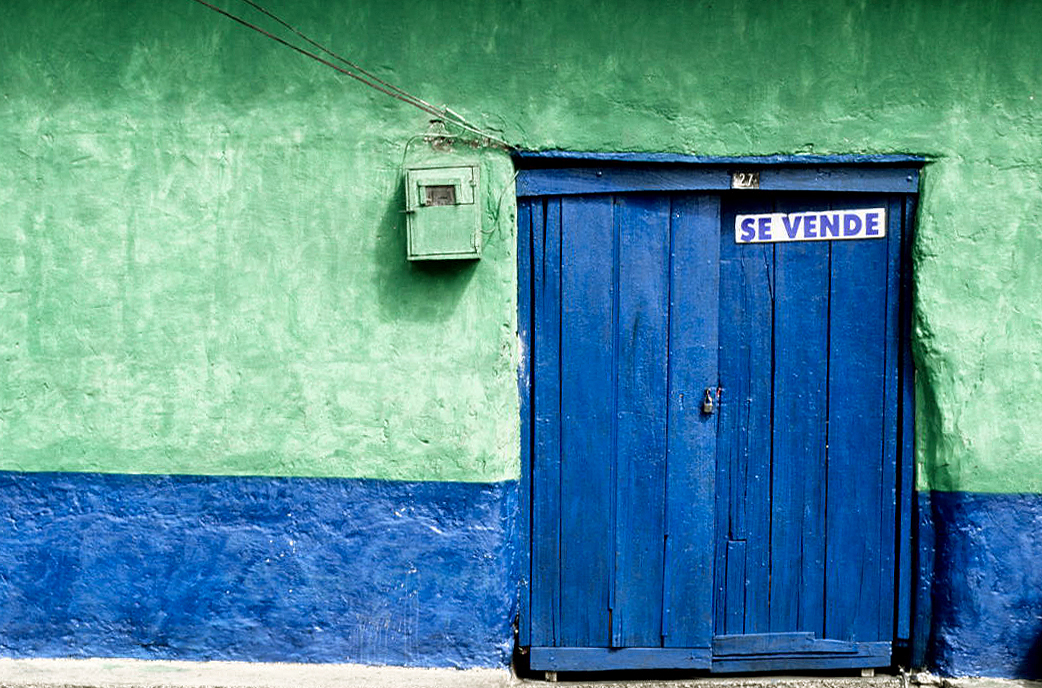
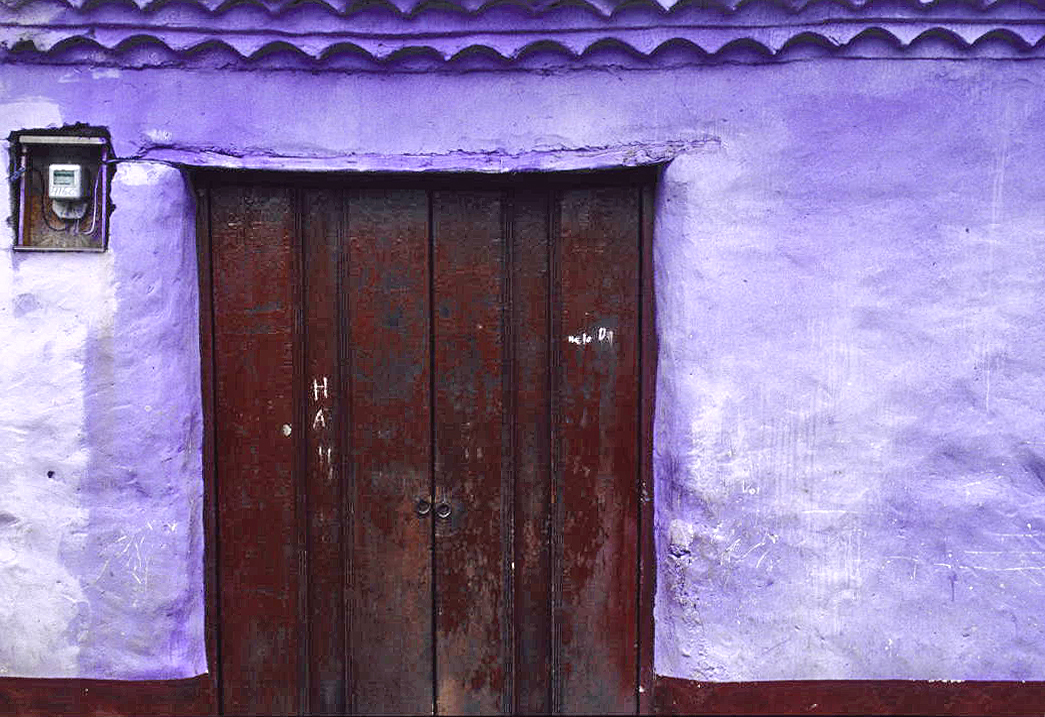
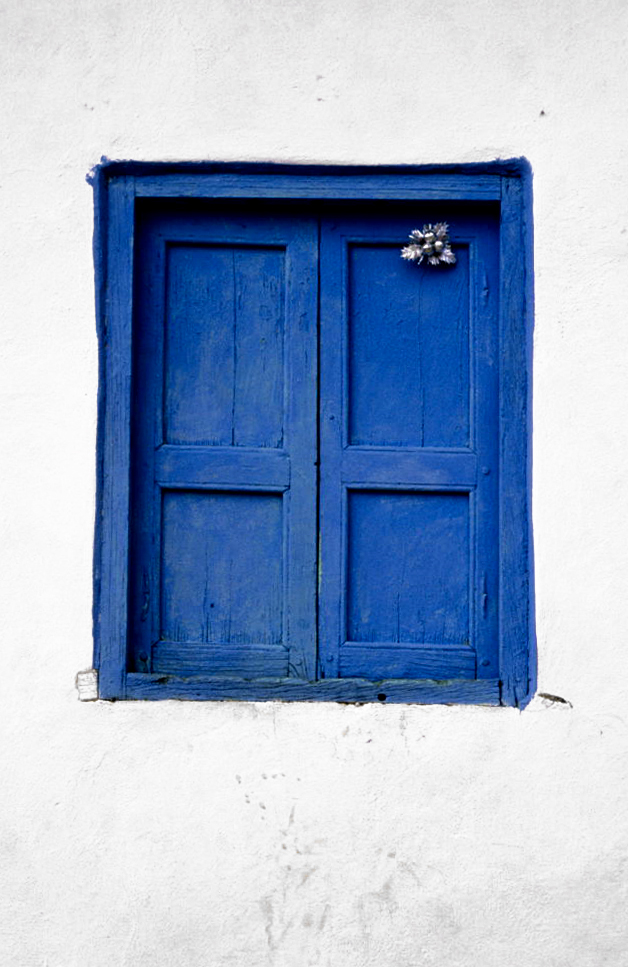

### sigloXX
Las condiciones geográficas como una compleja ubicación (en un valle), difícil acceso de vías de comunicación durante la primera mitad del siglo XX y una relación de centro y periferia han incidido en la arquitectura de la ciudad.
Para la primera mitad del siglo XX la ciudad de Mérida aún mantenía su apariencia colonial de ciudad del siglo XIX ubicada a los alrededores de plaza Bolívar (antes llamada Plaza Mayor).
En 1930 se inauguró en la Plaza El Espejo el Monumento al Soldado Desconocido, un obelisco, tipo de construcción originaria del Antiguo Egipto, realizado por Marcos León Mariño y dedicado a los caídos desconocidos de la guerra de independencia contra el Imperio español.
En esa época se ampliaron el Rectorado de la Universidad de los Andes (diseñado por Manuel Mujica Millán, que incluye el Teatro César Rengifo y la Facultad de odontología) y el Palacio arzobispal, finalizado en 1951 y de estilo neoclásico.

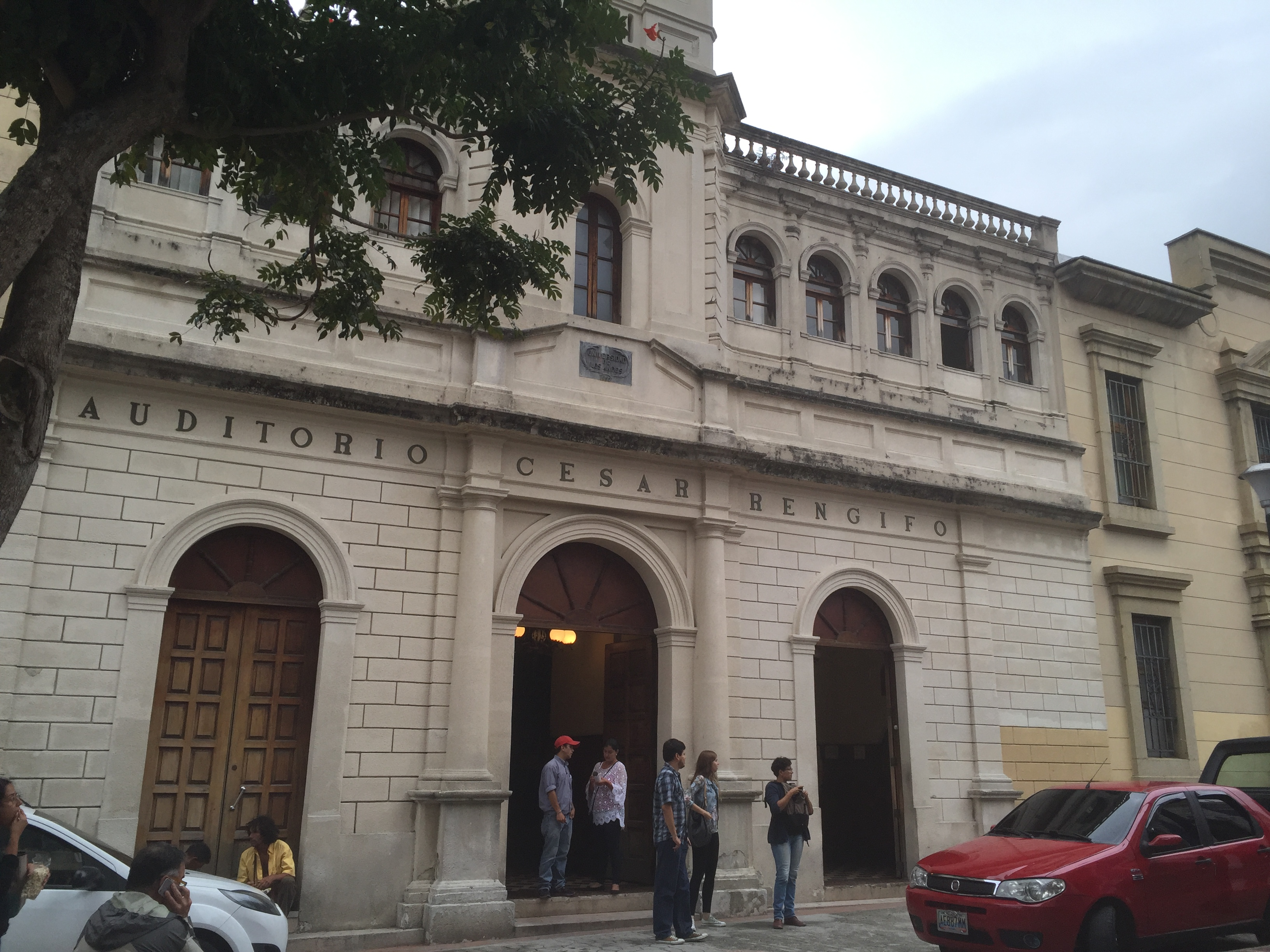
Teatro César Rengifo de Mérida (1904), con el nombre actual desde 1981
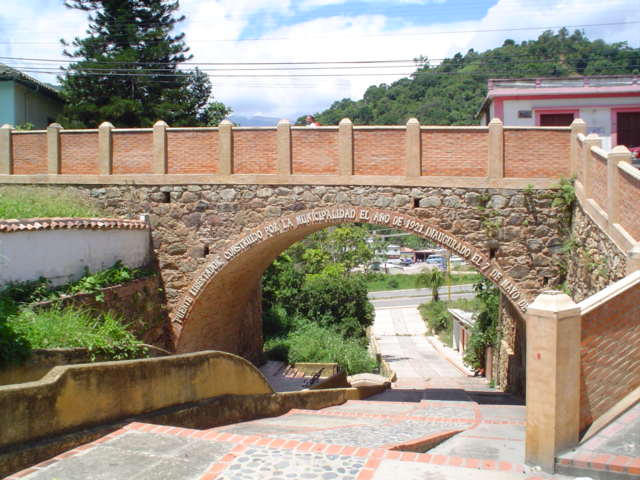
Puente del Libertador (1922)
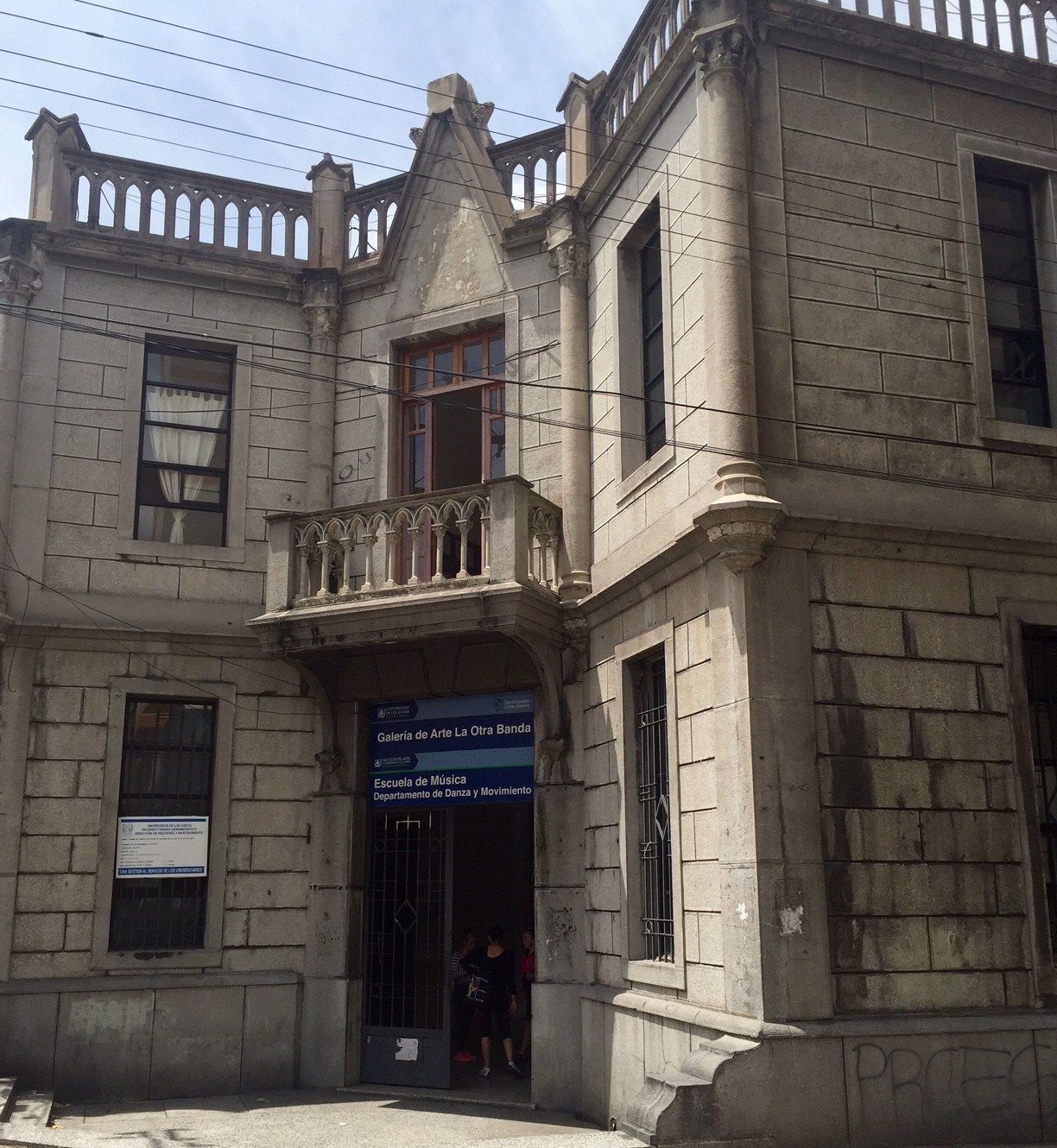
Facultad de Arte de la Universidad de los Andes  (1927), antes llamada edificio San José.
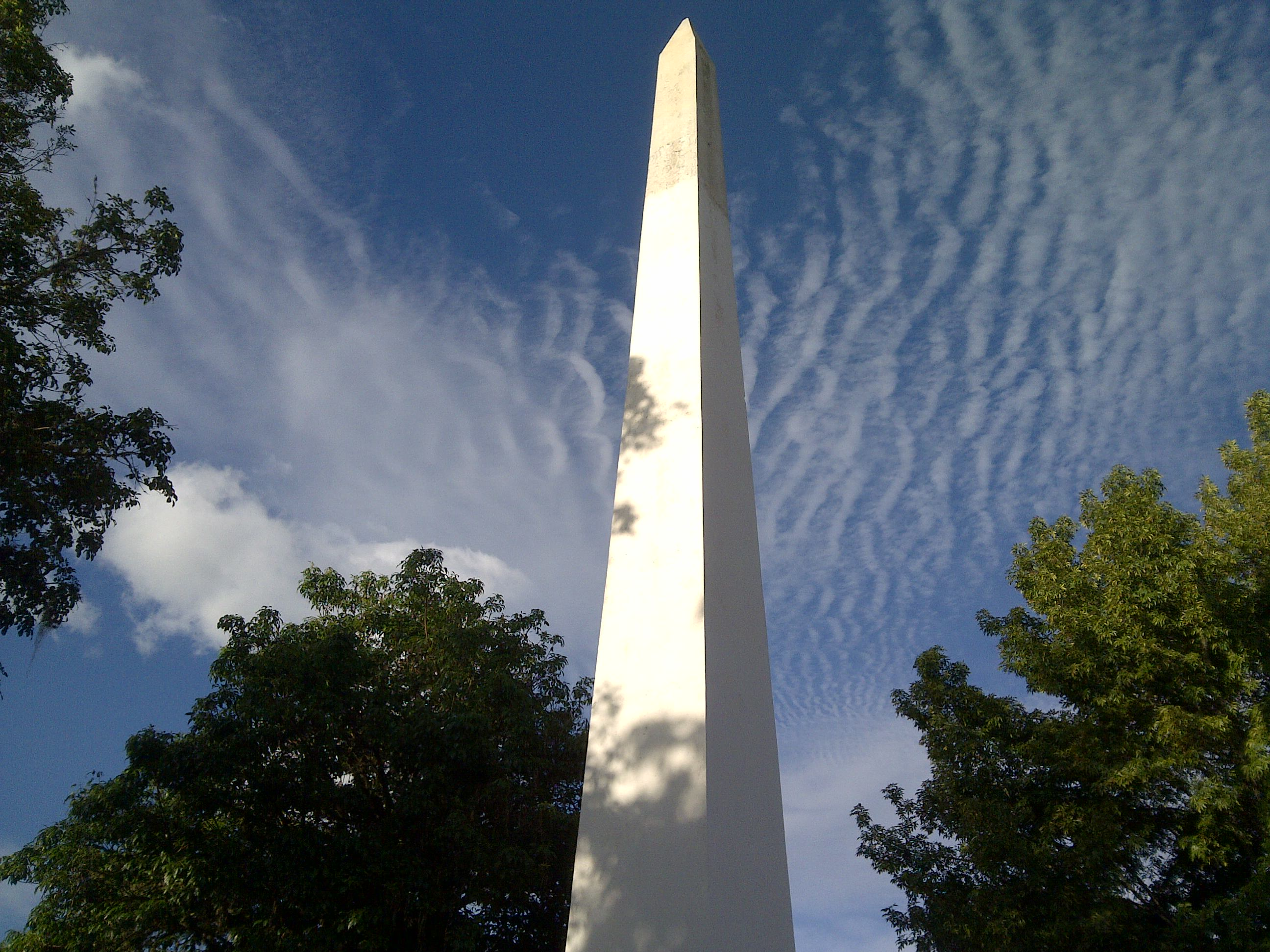
Monumento al Soldado Desconocido (1930), un obelisco.
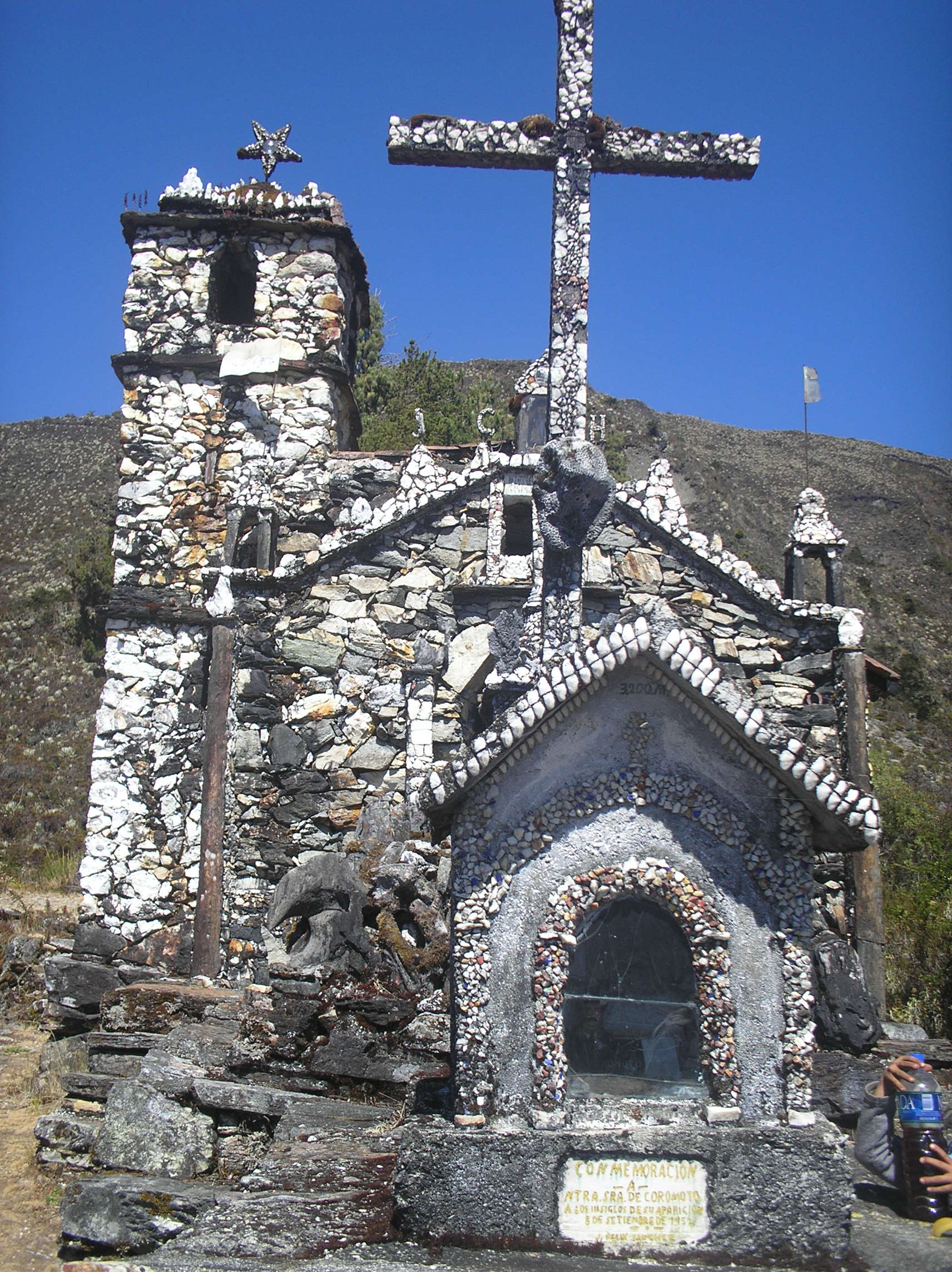
Fachada de la capilla de Tisure (1946)
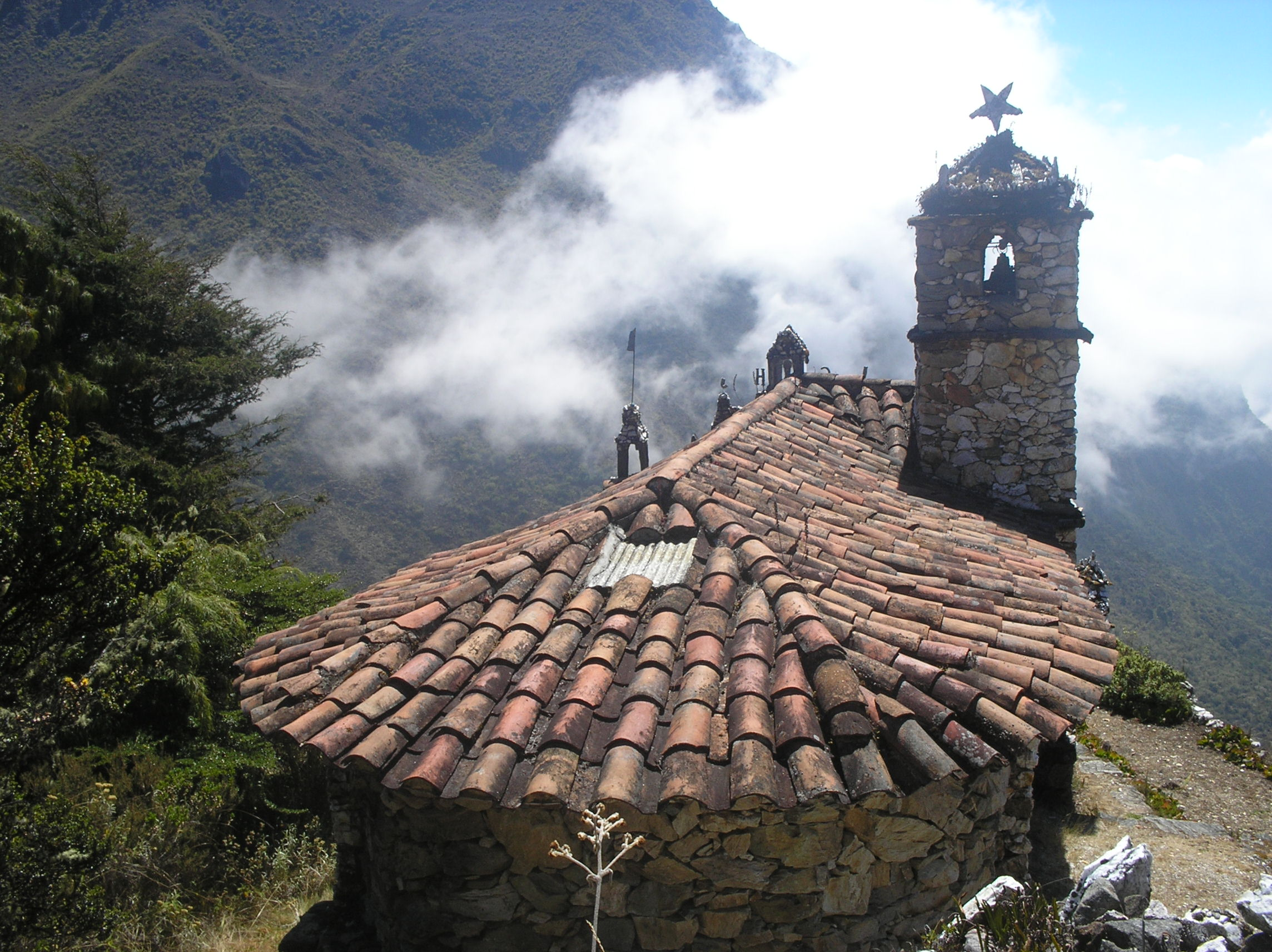
Capilla del Tisure (1946)
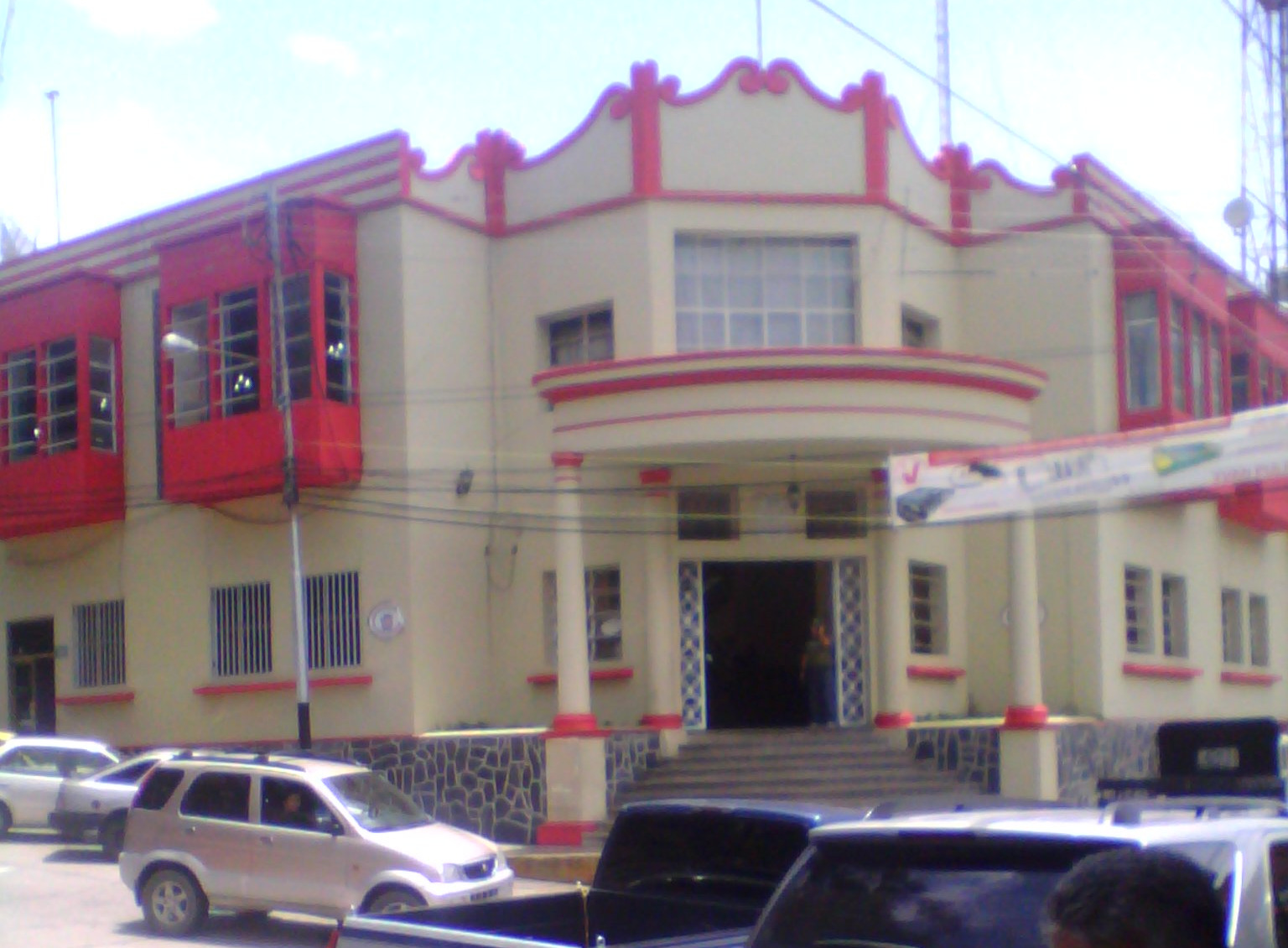
Palacio Municipal de Tovar (1950)

Durante la segunda mitad del siglo XX se construyeron edificaciones de estilos más modernos y mezclas eclécticas, como la Capilla de piedra del arquitecto Juan Félix Sánchez, inaugurada en 1984, así como edificios de corte brutalista, entre esos el Teatro Tulio Febres Cordero (construido donde estaba el antiguo Mercado Principal antes de su incendio en 1987) y el Aeropuerto Juan Pablo Perez Alfonso de El Vigía, así como de corte modernista, entre esos, la Facultad de arquitectura de la Universidad de los Andes. 

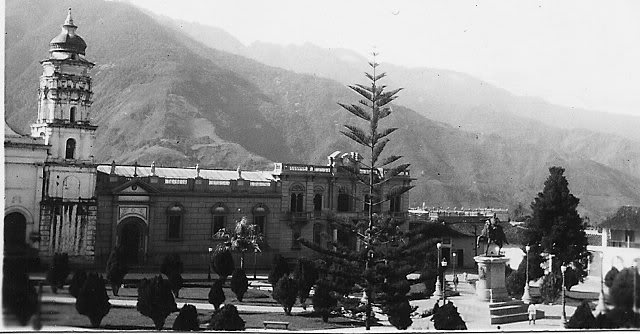
Palacio arzobispal (1951)
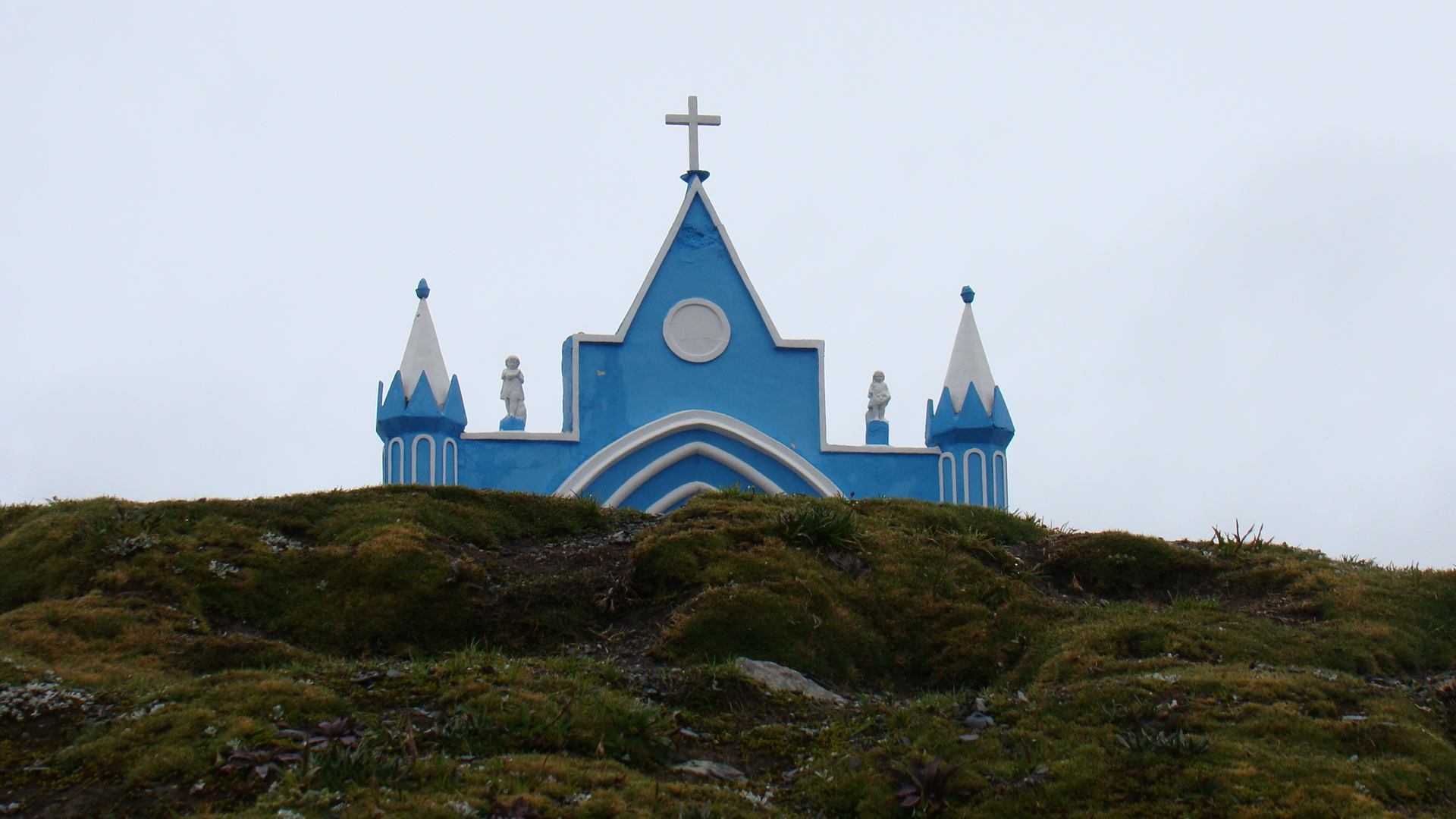
Capilla Virgen de Coromoto (1953)
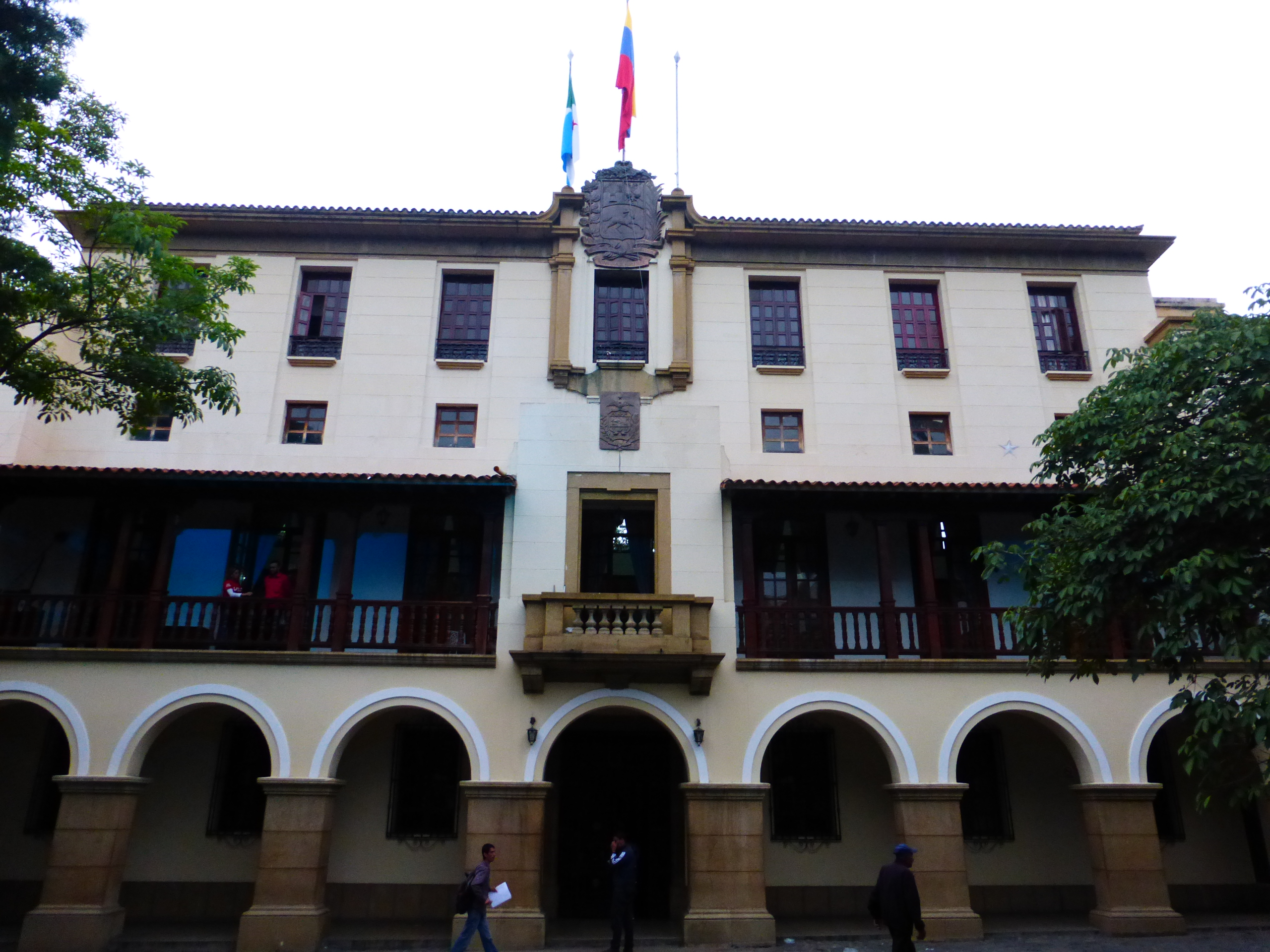
Palacio de Gobierno del Estado Mérida (1958)
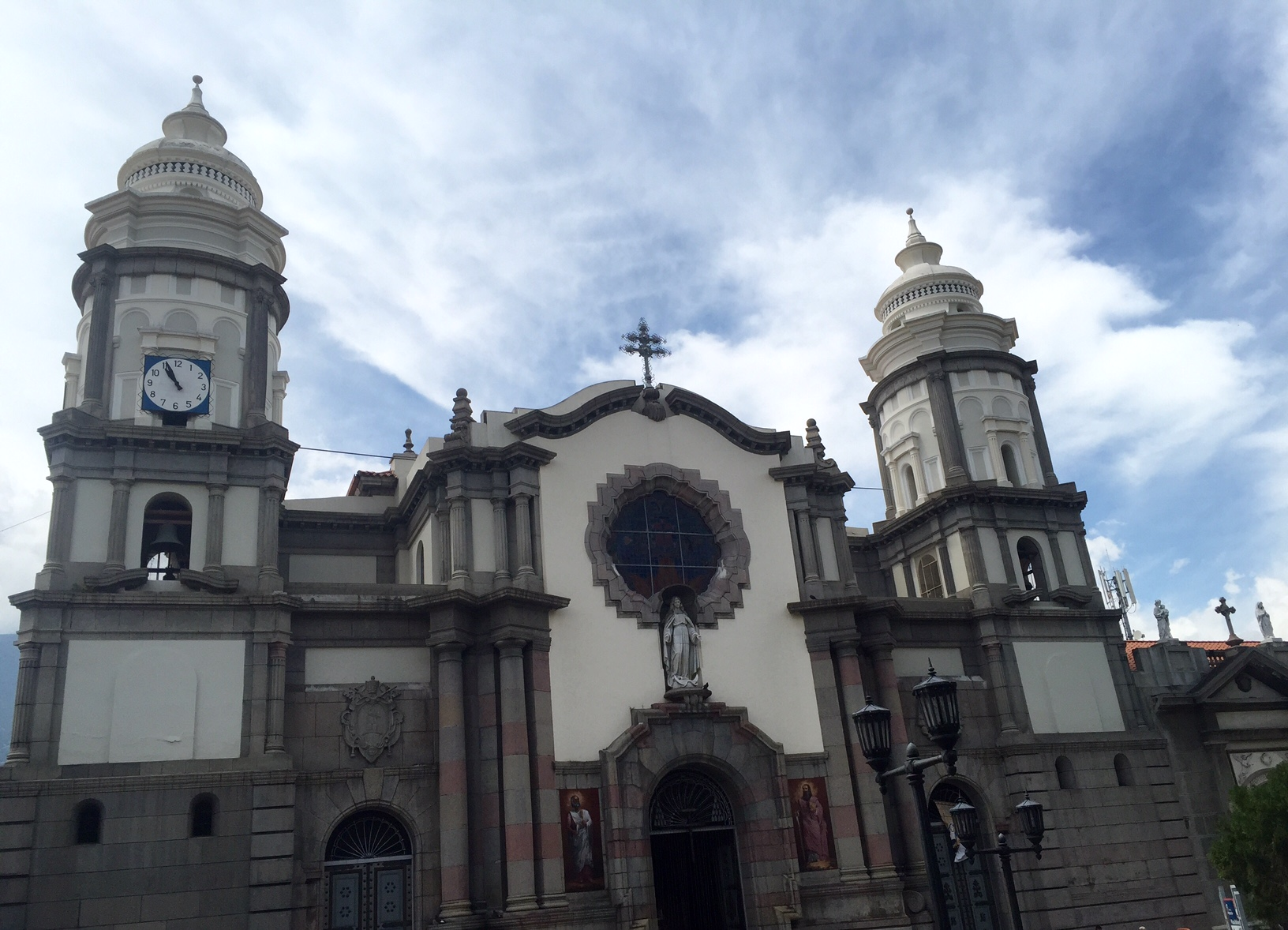
La Catedral basílica menor de la Inmaculada Concepción después de sus últimas construcciones en 1960
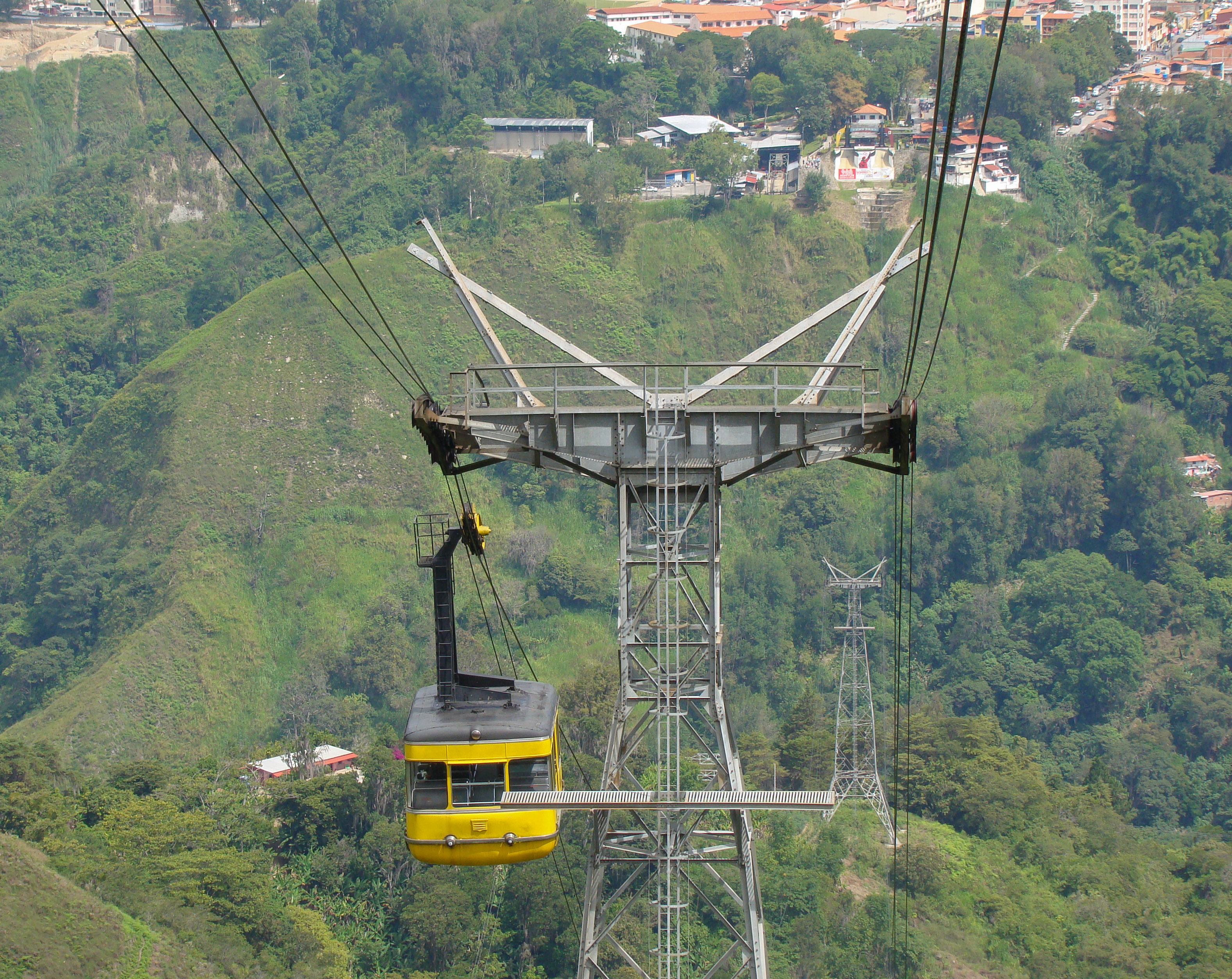
Teleférico de Mérida (1960)
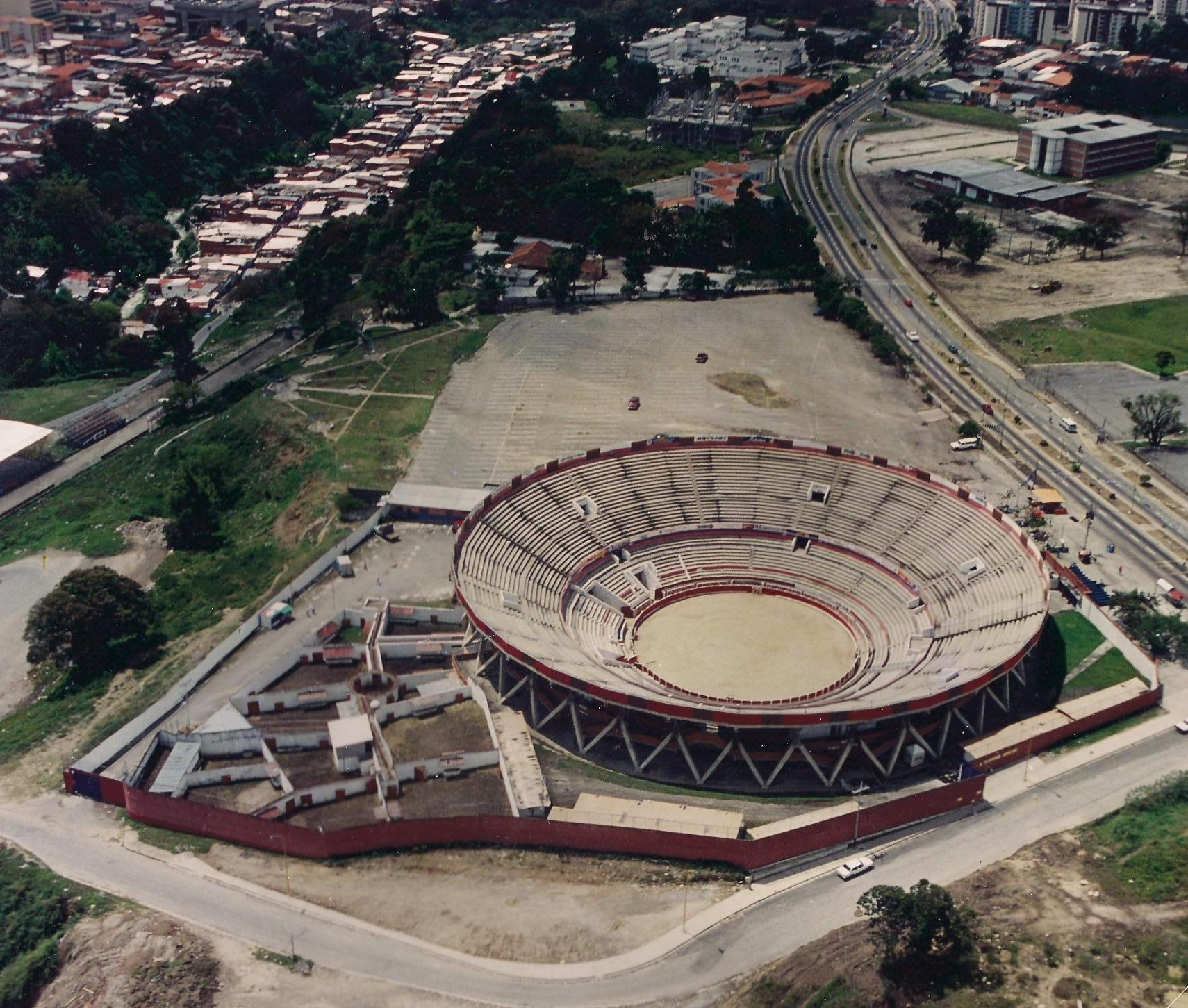
Plaza Monumental Román Eduardo Sandia (1967)
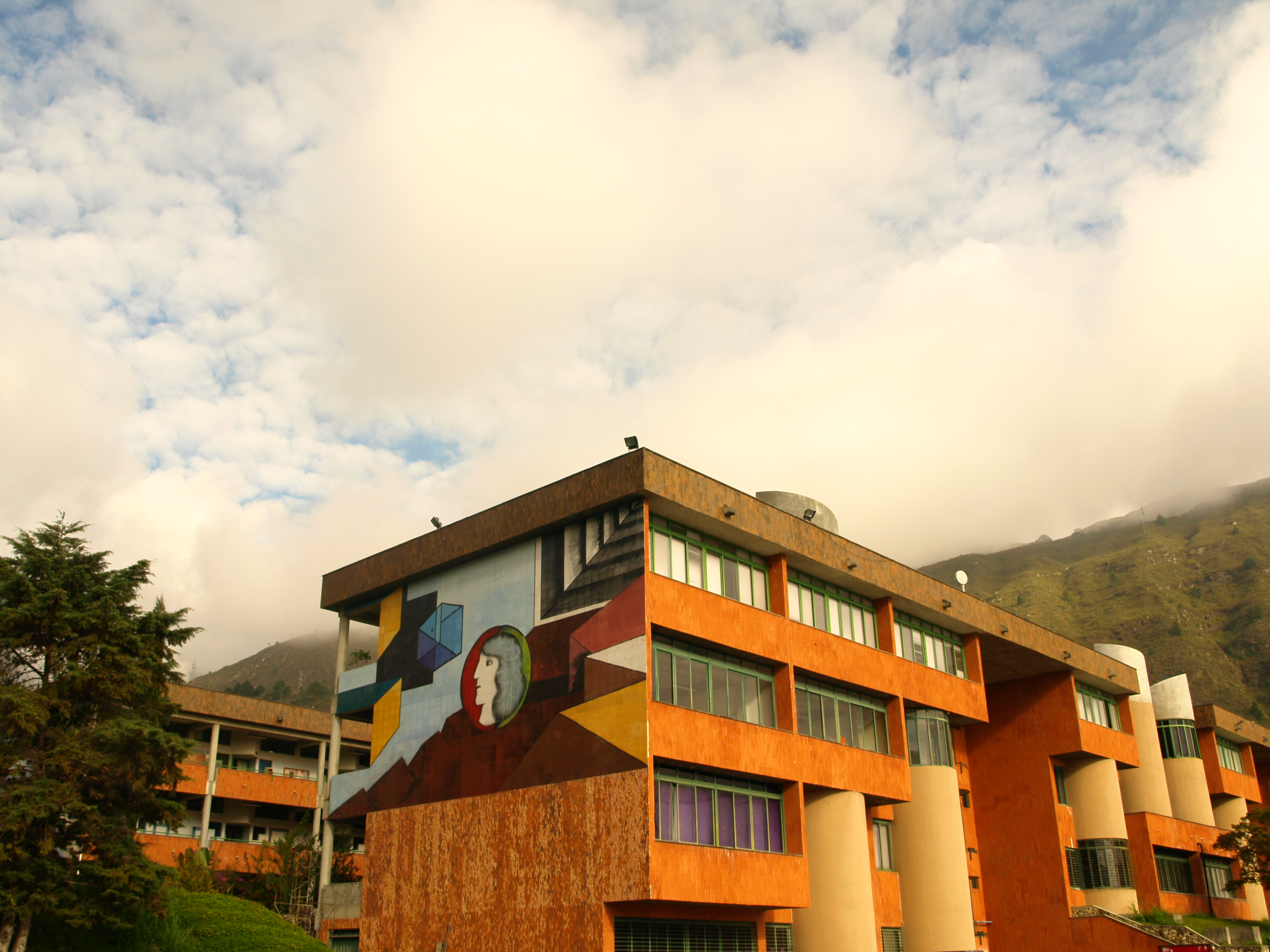
Facultad de Arquitectura y Diseño de la Universidad de Los Andes (1969)
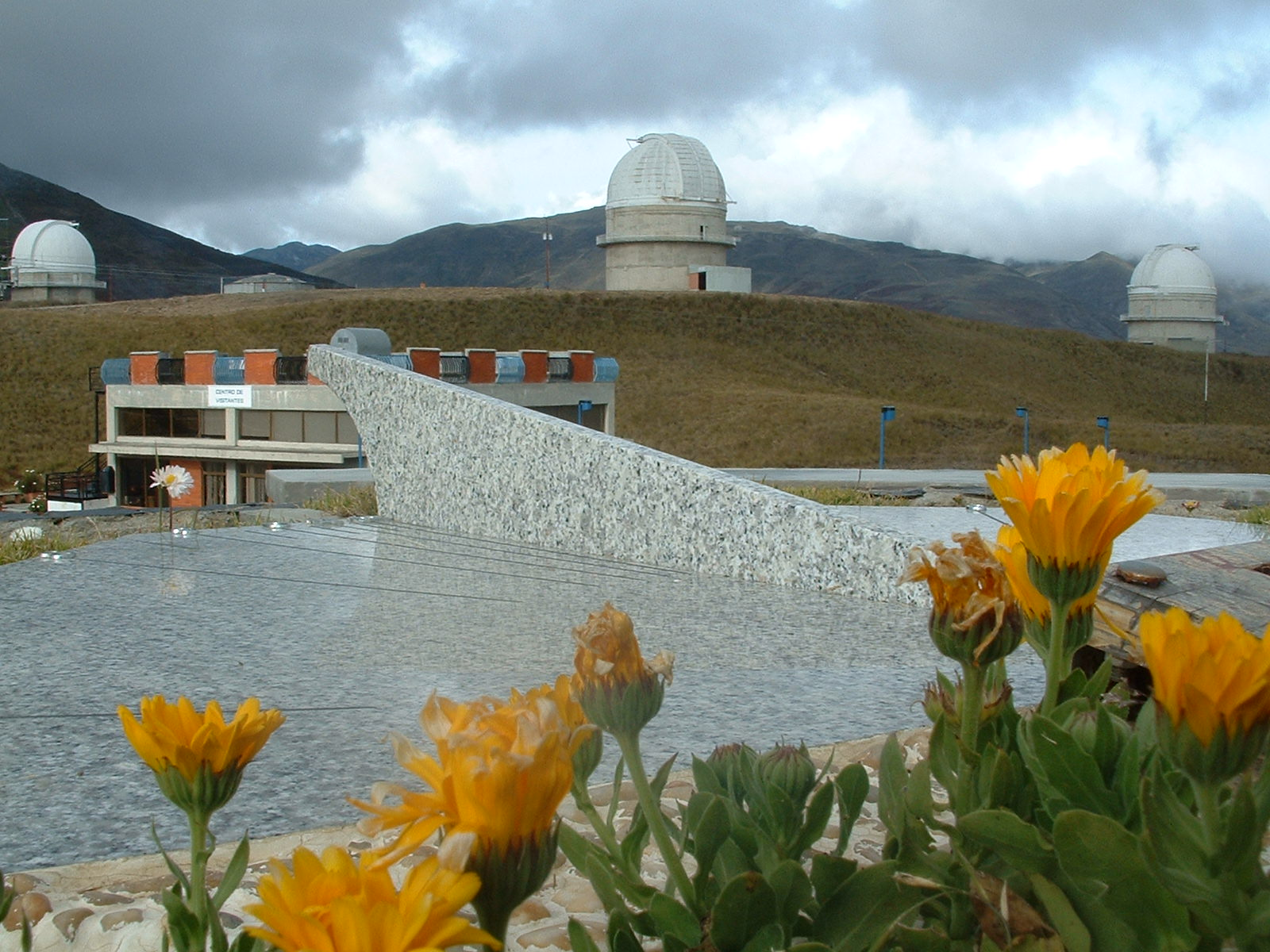
Observatorio Astronómico Nacional de Llano del Hato (1972)
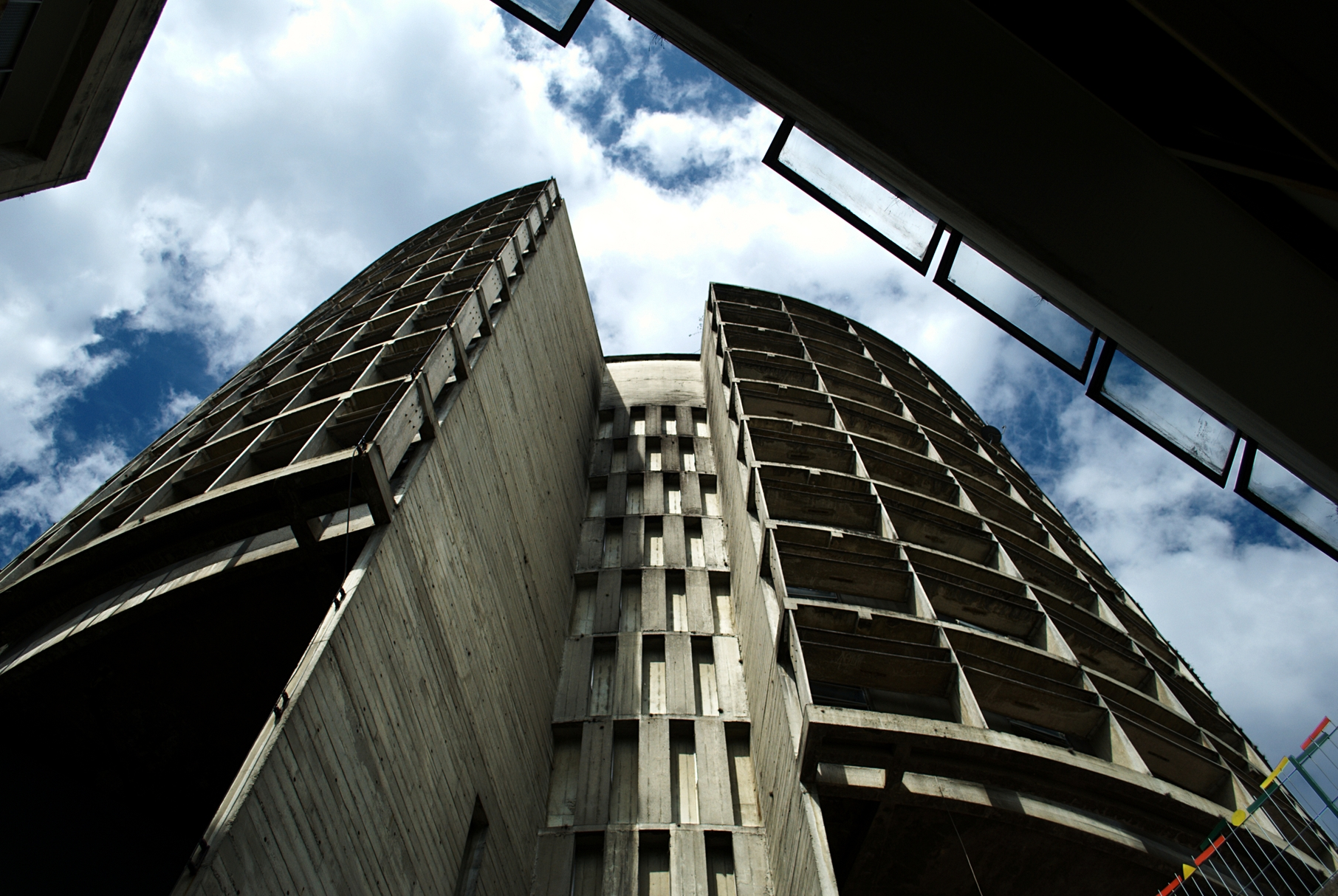
Torre del Instituto Autónomo Hospital Universitario de Los Andes (1972)
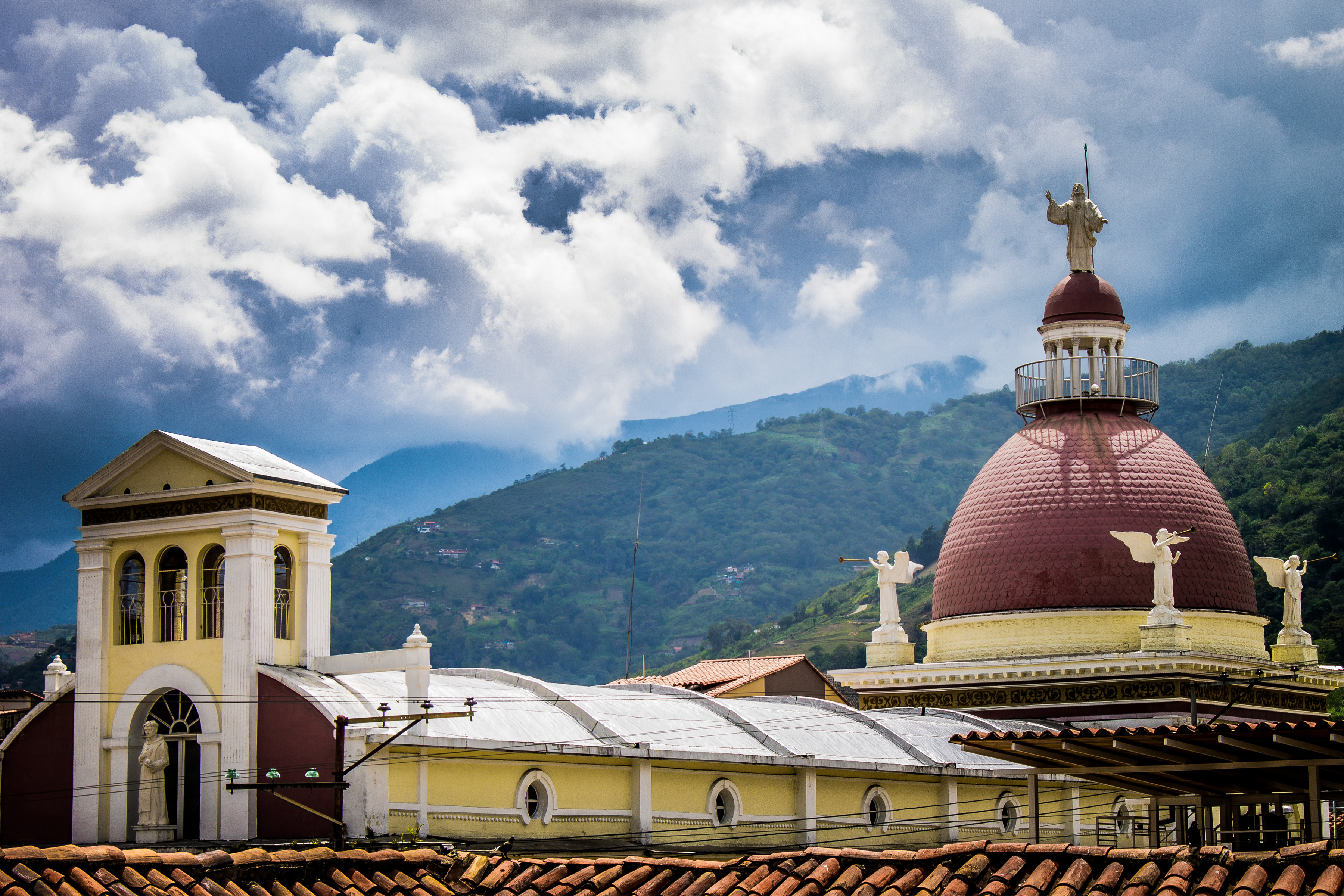
Iglesia del Perpetuo Socorro (1983)
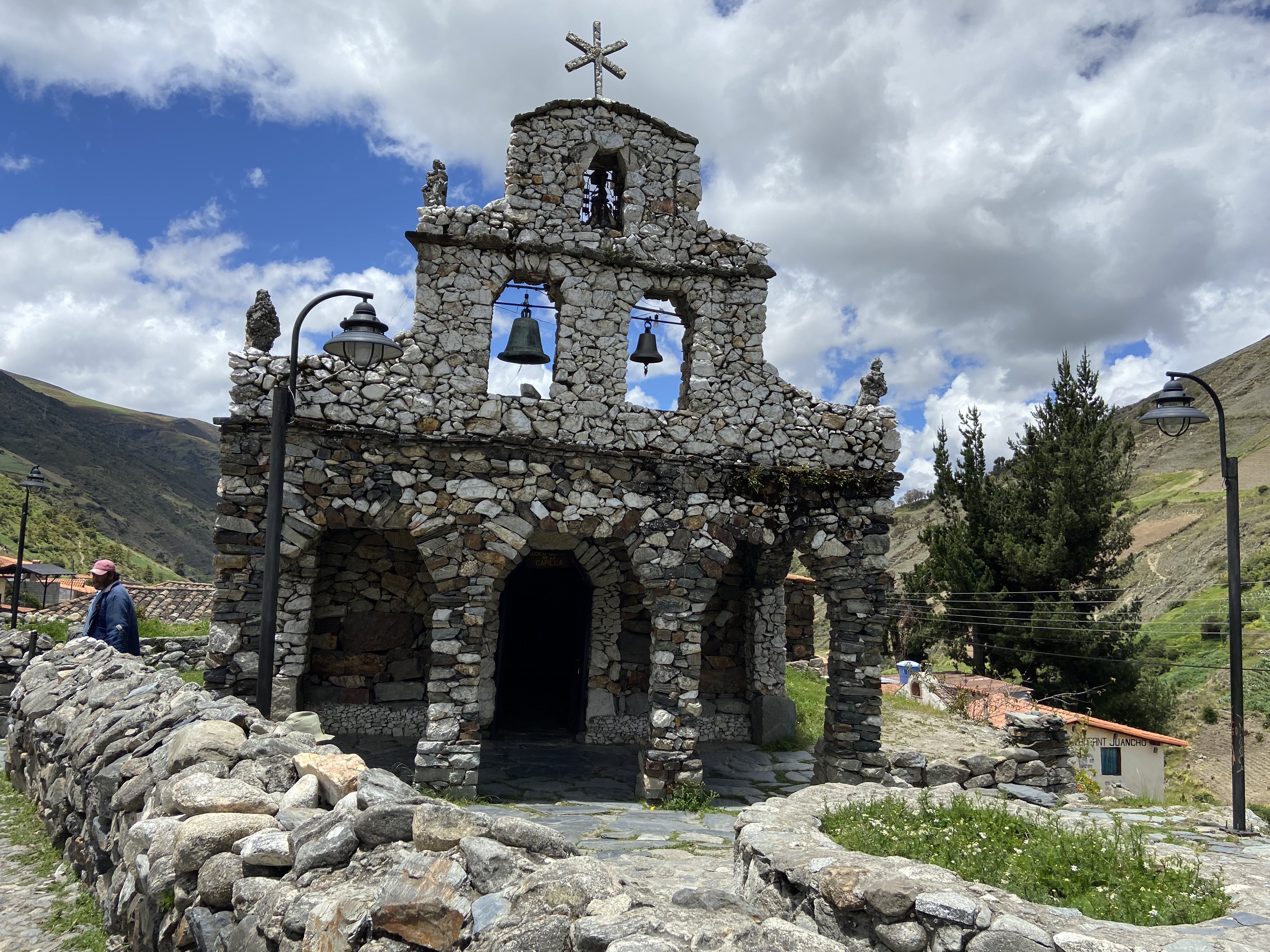
Capilla de piedra (1984)
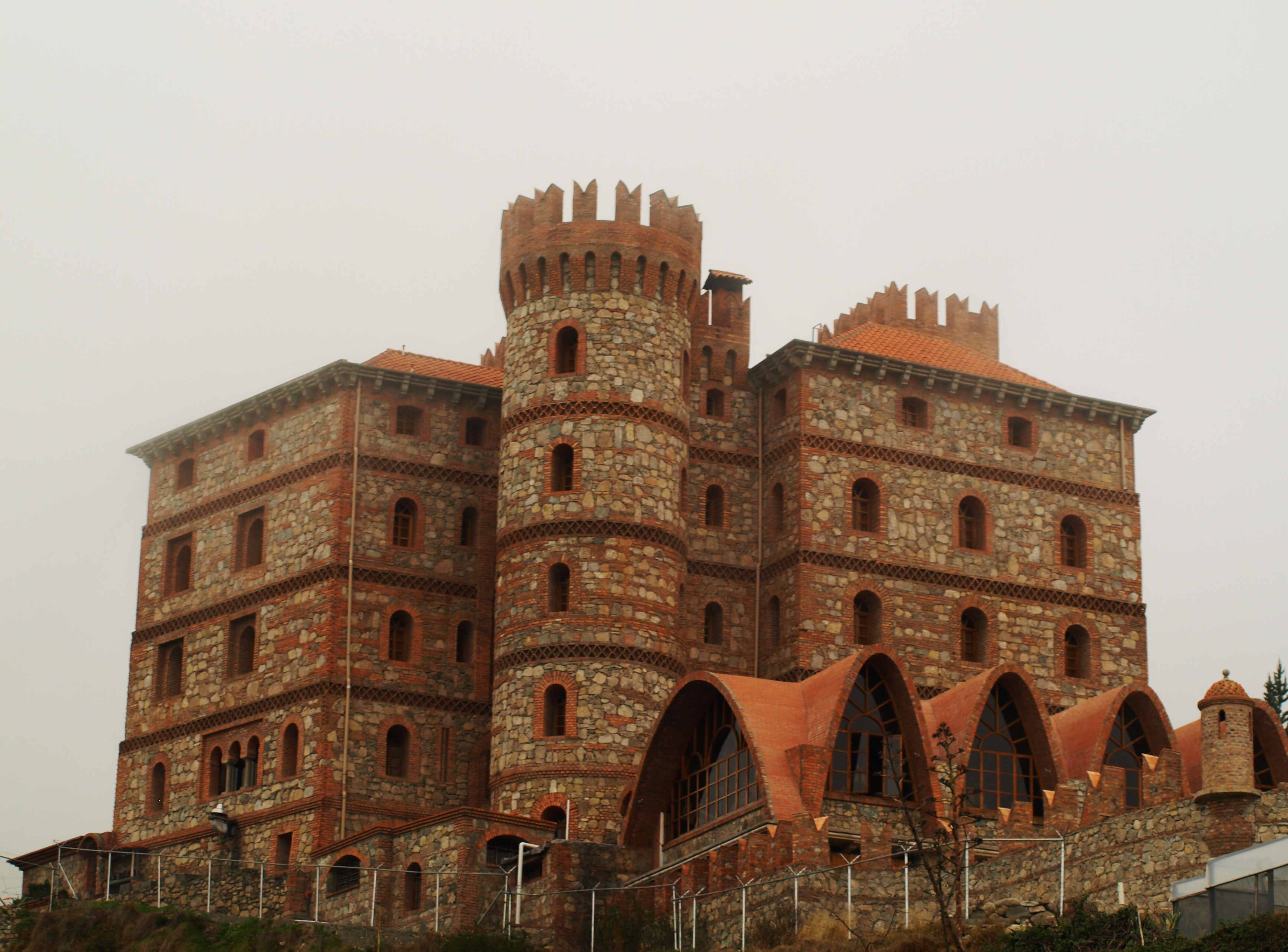
Hotel Castillo San Ignacio (1990)
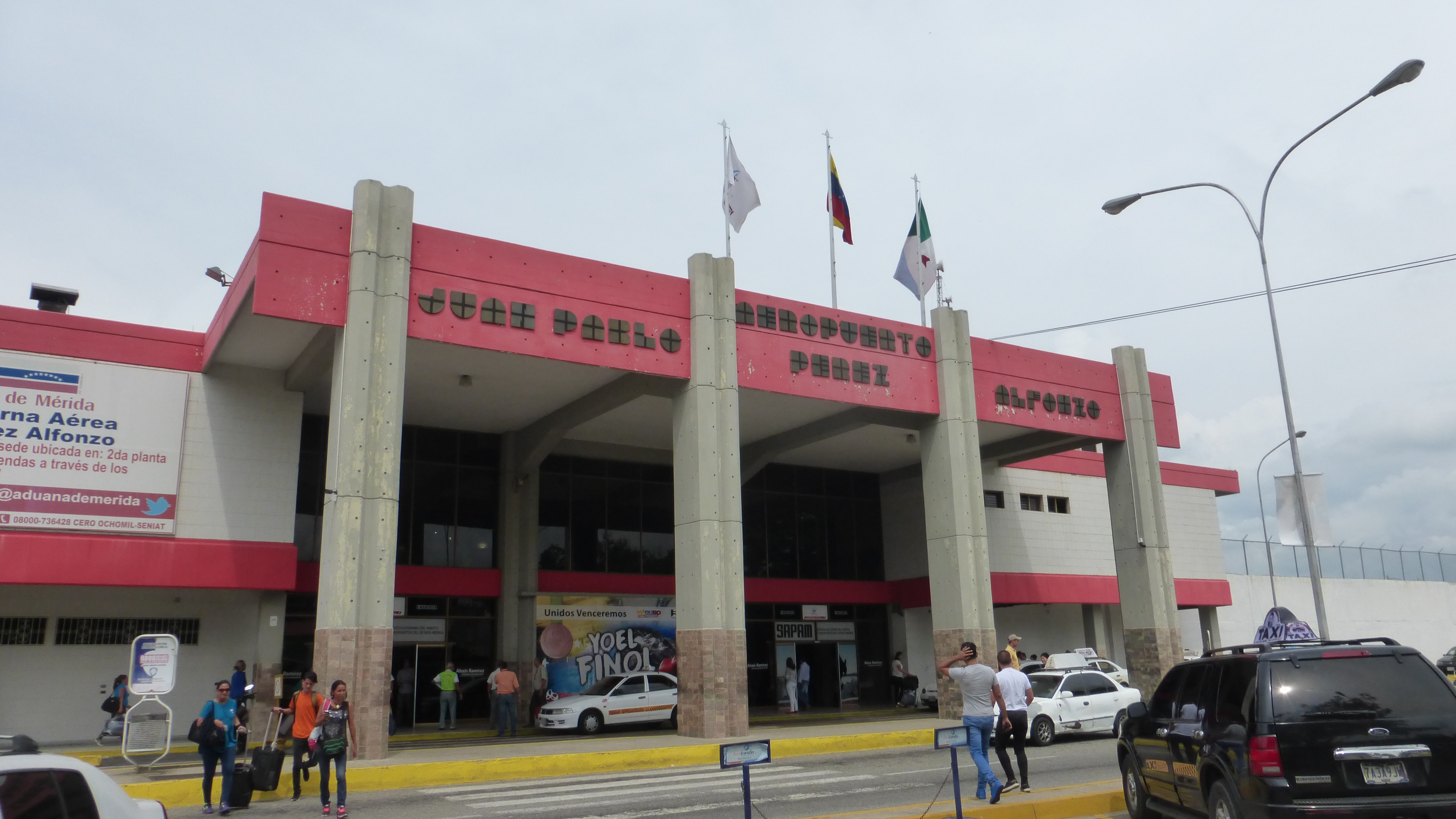
Aeropuerto Juan Pablo Pérez Alfonzo (1991)

### sigloXXI
En 2007 se inauguró el Trolmérida, cuya sede, la Estación Central Trolebús Mérida, en Ejido es de corte posmoderna. El 29 de abril de 2016 fue reinaugurado el Teleférico Mukumbarí.

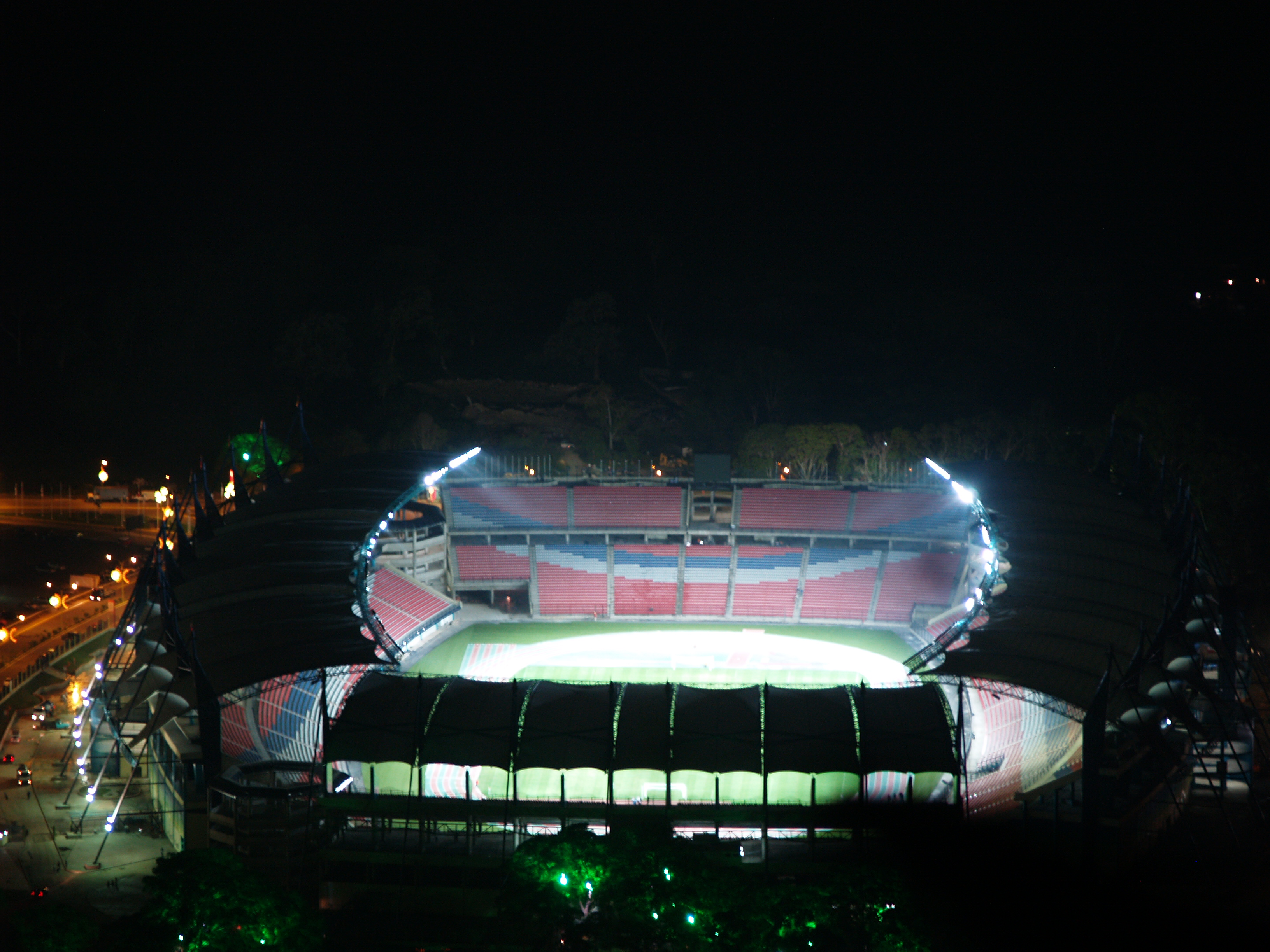
Estadio Metropolitano de Mérida (2005)
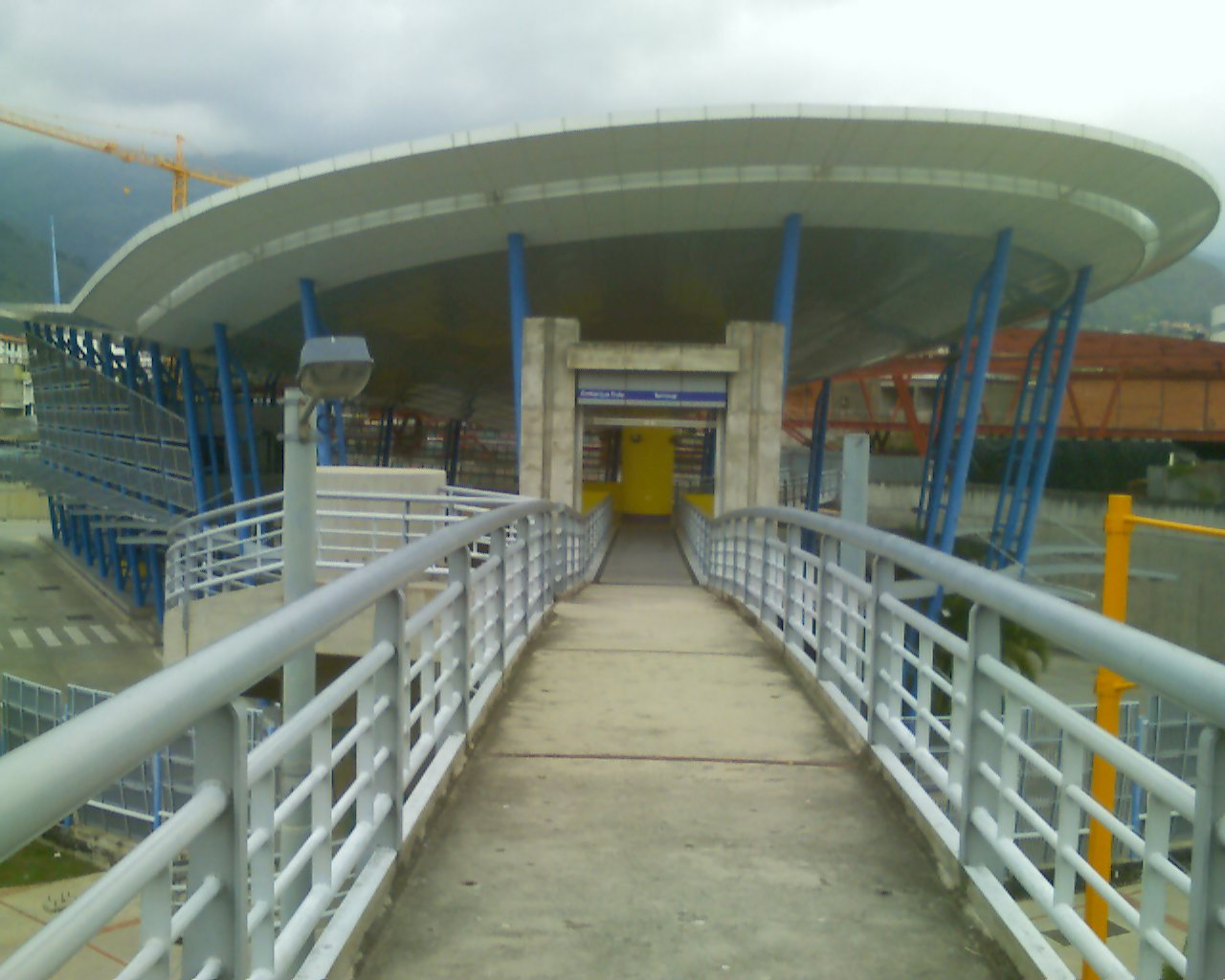
Estación Central Trolebús Mérida (2007)
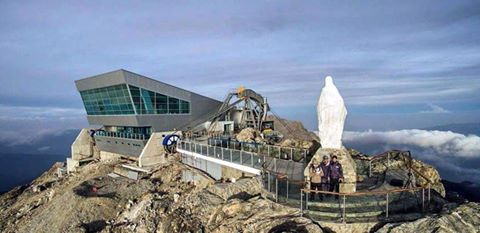
Estación de Pico Espejo del teleférico de Mérida (reinaugurada en 2016)
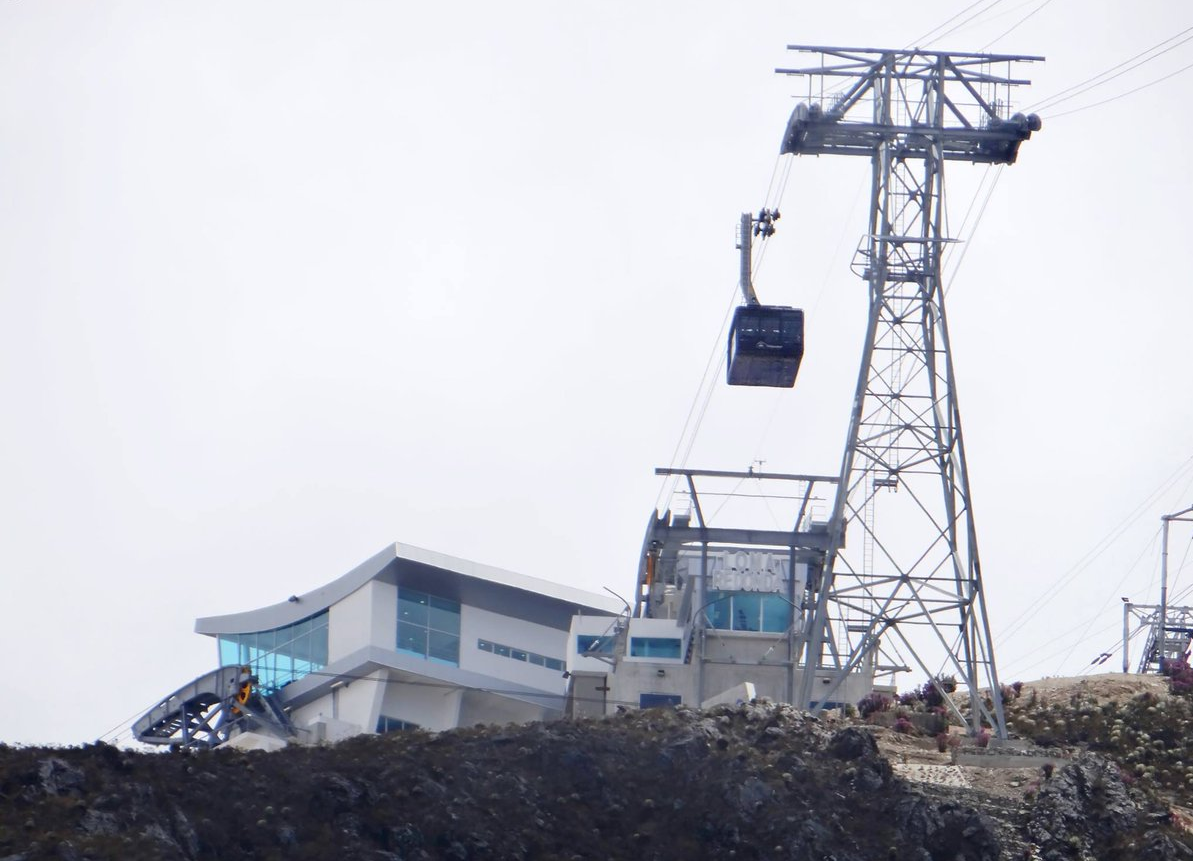
Estación de Pico Espejo del teleférico de Mérida (reinaugurada en 2016)